# 埃里温地铁
埃里温地铁，全稱為卡连·杰米尔强埃里温地铁（Կարեն Դեմիրճյանի անվան Երևանի մետրոպոլիտեն），是亚美尼亚首都埃里温市的城市轨道交通系统。埃里温地铁於1981年3月7日开通，是前蘇聯第八座地鐵系統。現時埃里温地铁由政府擁有，並由亞美尼亞交通及通訊局管理。埃里温地铁目前只有1条线路，全长13.4公里，共有10座地铁站，其中7座為地下車站。與大多数前苏联的地铁系统不同，埃里温地铁的地下車站站體位置较淺，月台平均離地面只有16-22米，只有3座地下車站的月台深度超過30米。其餘3座車站則位於地面。

## 歷史

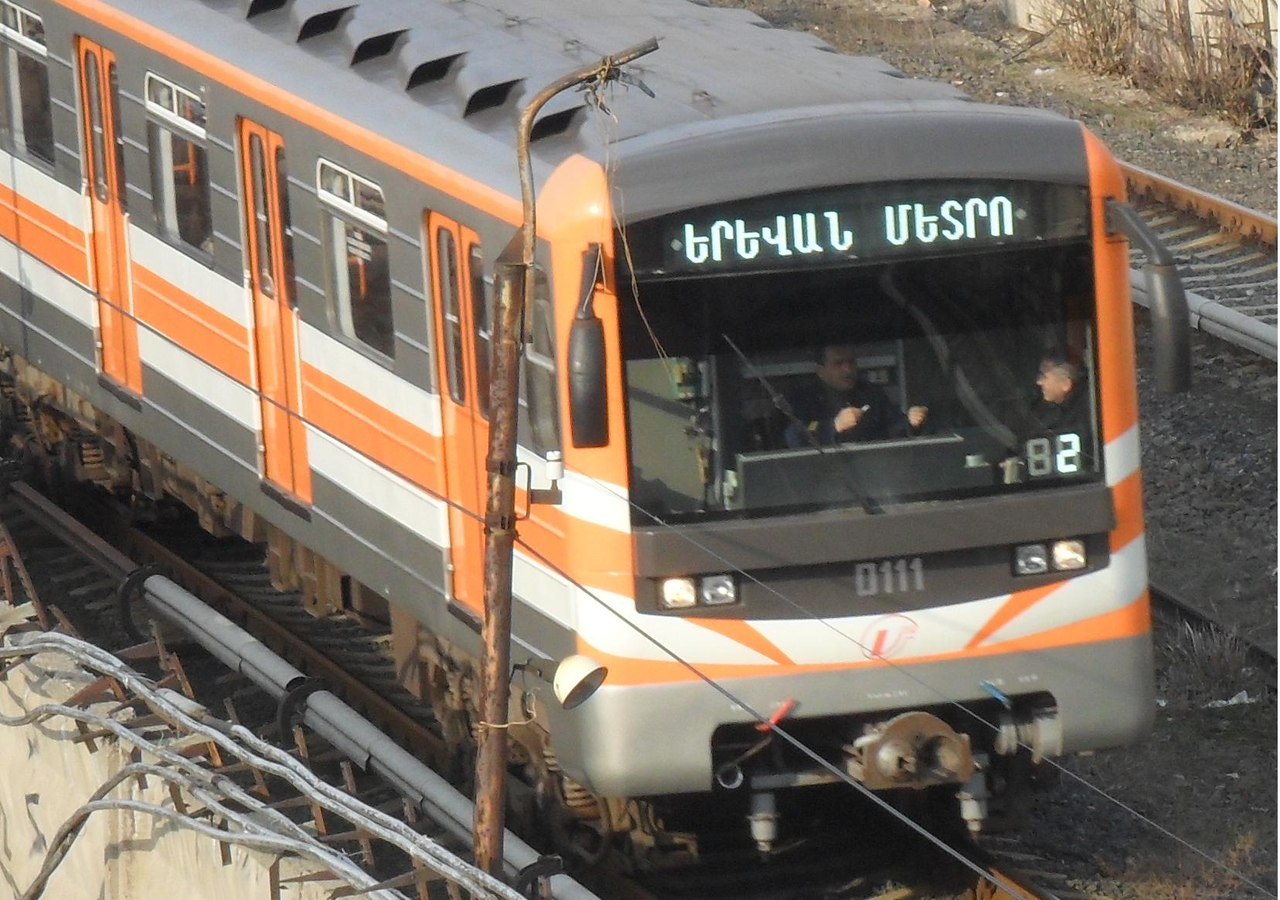
埃里温地鐵列車

二戰結束後，埃里溫作為亞美尼亞蘇維埃社會主義共和國的首都得以迅速發展。由於埃里溫的地勢高低不平，只有地鐵系統才能滿足所有標準，以便在城市周圍高效地運送大量人員。 1960 年代後期，在時任亞美尼亞共產黨第一書記安東·科欽揚的主持下，第一個快速交通系統計劃開始形成。最初，這以快速電車系統為中心，而不是完整的地下地鐵系統。在此期間，蘇聯城市工程規劃部明確表示，地鐵系統只會授予人口超過一百萬的城市，而埃里溫在建設之初（1972年）就缺乏這一點。儘管如此，所有要安裝有軌電車線路的隧道都被設計成可以隨時轉換供完整的地下鐵系統使用。
1978年底，超過 4 公里的隧道已被鑽挖完成，當時建設計劃被重新設計，以便該系統作為一個完整的地鐵開放（儘管為了避免額外的官僚措施，該系統直到開通為止的正式名稱仍然是「快速電車」）。
1981年3月7日，埃里溫地鐵正式開通，並成為前蘇聯第8個地下鐵路系統。當時地鐵只有1條線，全長7.6公里，共有4個地鐵站。其後此線逐步延長至13.4公里，總共10個地鐵站。
儘管1988年的亚美尼亚大地震只對鐵路系統造成小量損毀，但這場地震卻癱瘓全國。自此，大多數原本用作擴建埃里溫地鐵的資金都被撥去重建工作上。除了1996年前往查巴赫（Charbakh）的支線開通外，埃里溫地鐵自1989年起並沒有重大的擴建工程。由於地震前地鐵線路並沒有發展至連接主要的住宅區，以及亞美尼亞獨立後所面對的經濟危機，小巴現已取代地鐵成為埃里温主要的公共運輸系統。乘坐人数的减少的情况又恶化了财政状况，修建新站的计划因而停滯。2009年，原先的金属代币改以塑料材質取代。
1999年12月28日，埃里溫地鐵的正式名稱改為卡连·杰米尔强埃里温地铁，以紀念於同年10月在亞美尼亞國會槍擊案遇害的國民議會議長卡连·杰米尔强。他曾在埃里溫地鐵建造時將系統由快速電車升級為全地鐵。
| 地鐵線 | 路段                                               | 開通日期       |
| ------ | -------------------------------------------------- | -------------- |
| 1      | 友誼（Barekamutyun）–薩遜的大衛                    | 1981年3月8日   |
| 1      | 薩遜的大衛–工廠（Gortsaranain）                    | 1983年7月11日  |
| 1      | 工廠–申加維特（Shengavit）、查巴赫（Charbakh）車廠 | 1985年12月26日 |
| 1      | 申加維特–加列津·恩賈德（Garegin Nzhdeh）廣場       | 1987年1月4日   |
| 1      | 申加維特–查巴赫                                    | 1996年12月26日 |

### 地鐵站更名
1982年時，伊萬·霍夫漢內斯·巴格拉米揚逝世，埃里溫地鐵有一座車站因而被改為他的名字以作紀念。蘇聯解體及亞美尼亞獨立後，埃里溫地鐵另外有3座車站於1992年被改名。
| 地鐵站                              | 前稱                                           | 前稱使用年份 |
| ----------------------------------- | ---------------------------------------------- | ------------ |
| 巴格拉米揚元帥                      | Saralandzhi                                    | 1981–1982    |
| 共和國廣場                          | 列寧廣場                                       | 1981–1992    |
| 加列津·恩賈德（Garegin Nzhdeh）廣場 | 斯潘達良（Spandaryan）廣場                     | 1987–1992    |
| 安德拉尼克將軍                      | Hoktemberyan（阿爾馬維爾於1935至1995年的舊稱） | 1989–1990    |

## 車站

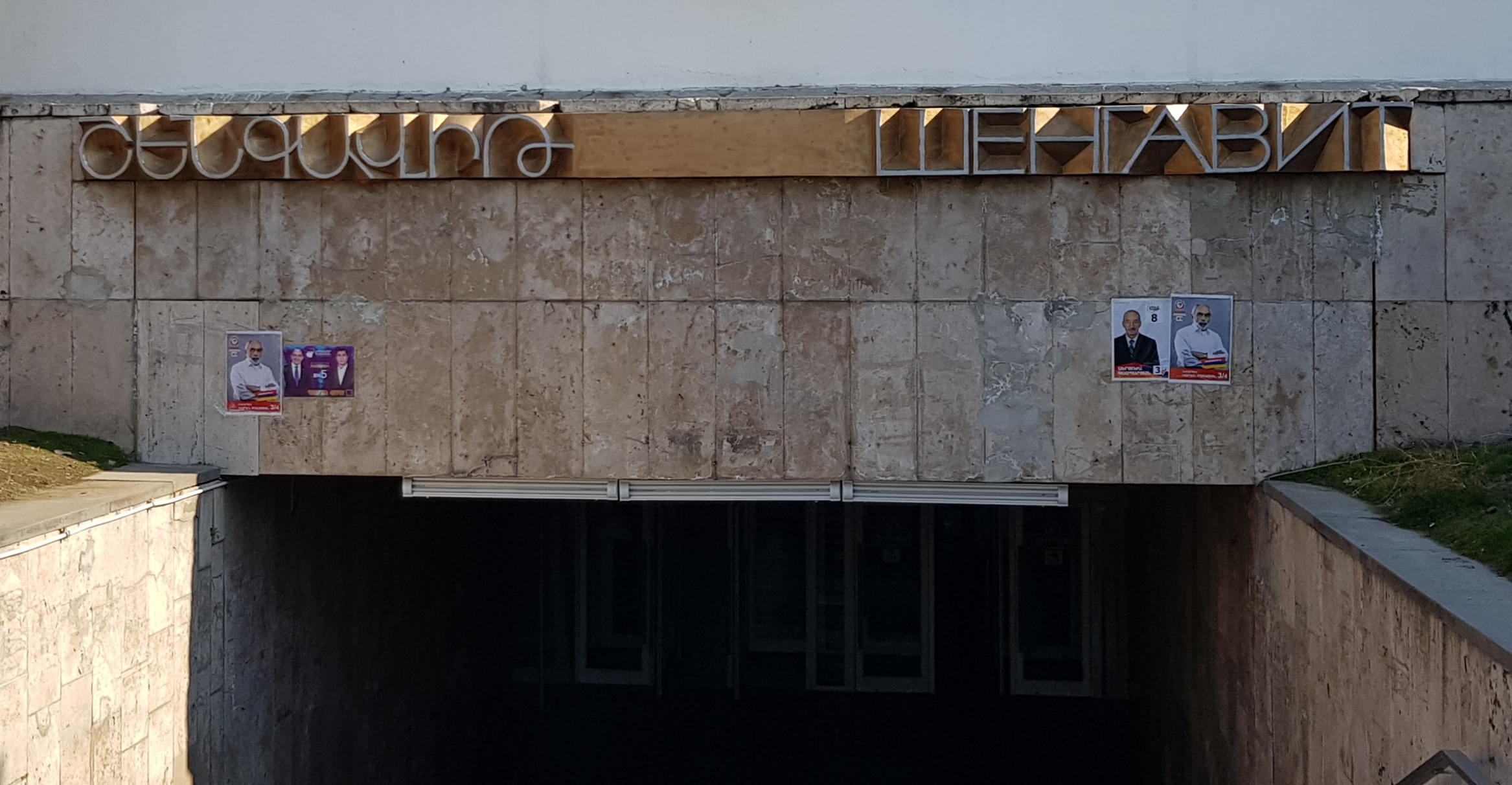
申加維特站入口

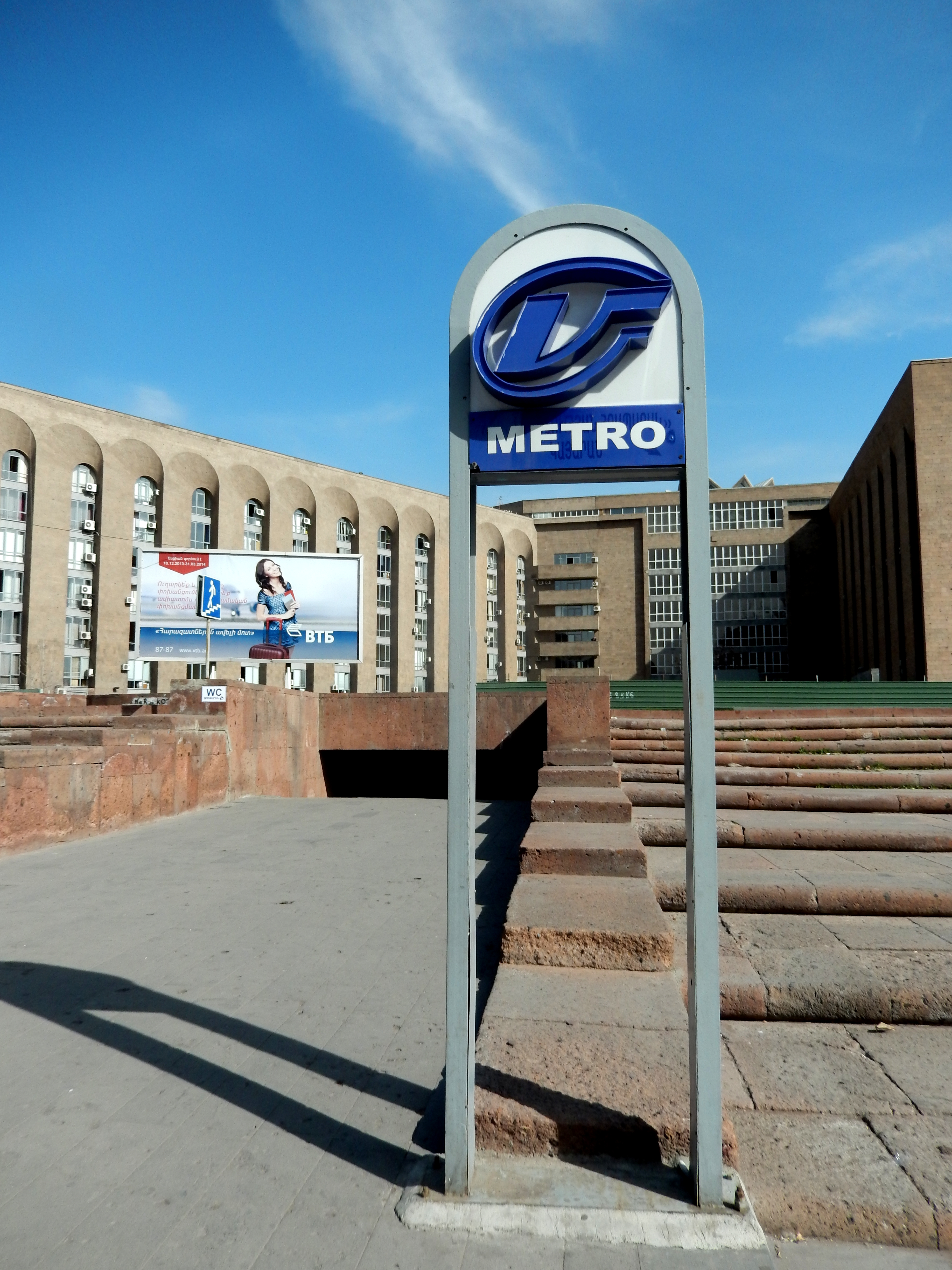
共和國廣場站入口標誌

埃里溫地鐵所有車站均未設月台幕門或閘門。除了查巴赫站只有一座側式月台外，其餘車站均使用島式月台設計，設有兩座月台。
與大多数前苏联的地铁系统不同，埃里温地铁的7座地下車站站體位置较淺，月台平均離地面只有16-22米，只有北端3座地下車站的月台深度超過30米：友誼站（約42米）、巴格拉米揚元帥站（約37.5米）及青年站（約37米）。在地下車站中，申加維特站屬於單拱門車站，其餘車站的月台則由三個獨立的廳組成，廳與廳之間由一排塔柱隔開，塔柱之間有過道。每個廳的獨立性使得中廳和側廳的建築形式得以區分。
薩遜的大衛站、工廠站及查巴赫站則位於地面。

### 列表
| 車站                                      | 車站類型 | 啟用日期       | 註解 |
| ----------------------------------------- | -------- | -------------- | --- |
| 友誼 Բարեկամություն                       | 地下     | 1981年3月7日   | |
| 巴格拉米揚元帥 Մարշալ Բաղրամյան           | 地下     | 1981年3月7日   | 鄰近阿拉姆·哈恰圖良收藏館、葉里溫階梯、亞美尼亞美國大學                                                                               |
| 青年 Երիտասարդական                        | 地下     | 1981年3月8日   | 鄰近梅斯羅普·馬什托茨寫本研究所、葉里溫階梯、卡菲斯揚美術館、亞美尼亞國家理工大學、埃里溫歌劇院、埃里溫國立大學                       |
| 共和國廣場 Հանրապետության Հրապարակ        | 地下     | 1981年12月26日 | 前稱列寧廣場 鄰近亞美尼亞國家美術館、亞美尼亞歷史博物館、夏爾·阿茲納武爾廣場、莫斯科劇院、葉格依舍·恰連茨故居、現代美術館、藍色清真寺 |
| 安德拉尼克將軍 Զորավար Անդրանիկ           | 地下     | 1989年12月26日 | 鄰近啟蒙者聖格列高利主教座堂 |
| 薩遜的大衛 Սասունցի Դավիթ                 | 地面     | 1981年3月7日   | 出口位於葉里溫車站旁 鄰近葉里溫商場、科米塔斯藝術館、里昂公園                                                                         |
| 工廠 Գործարանային                         | 地面     | 1983年6月11日  | |
| 申加維特 Շենգավիթ                         | 地下     | 1985年12月26日 | |
| 加列津·恩賈德廣場 Գարեգին Նժդեհի Հրապարակ | 地下     | 1987年1月4日   | 鄰近埃里溫湖南岸 |
| 查巴赫 Չարբախ                             | 地面     | 1996年12月26日 | 位於地鐵車廠旁，是申加維特 - 查巴赫支線的終點站                                                                                       |

### 站內設施
各站月台均設有長椅供乘客休息，並設有壁畫或藝術裝置。部分車站月台亦設有自動販賣機。

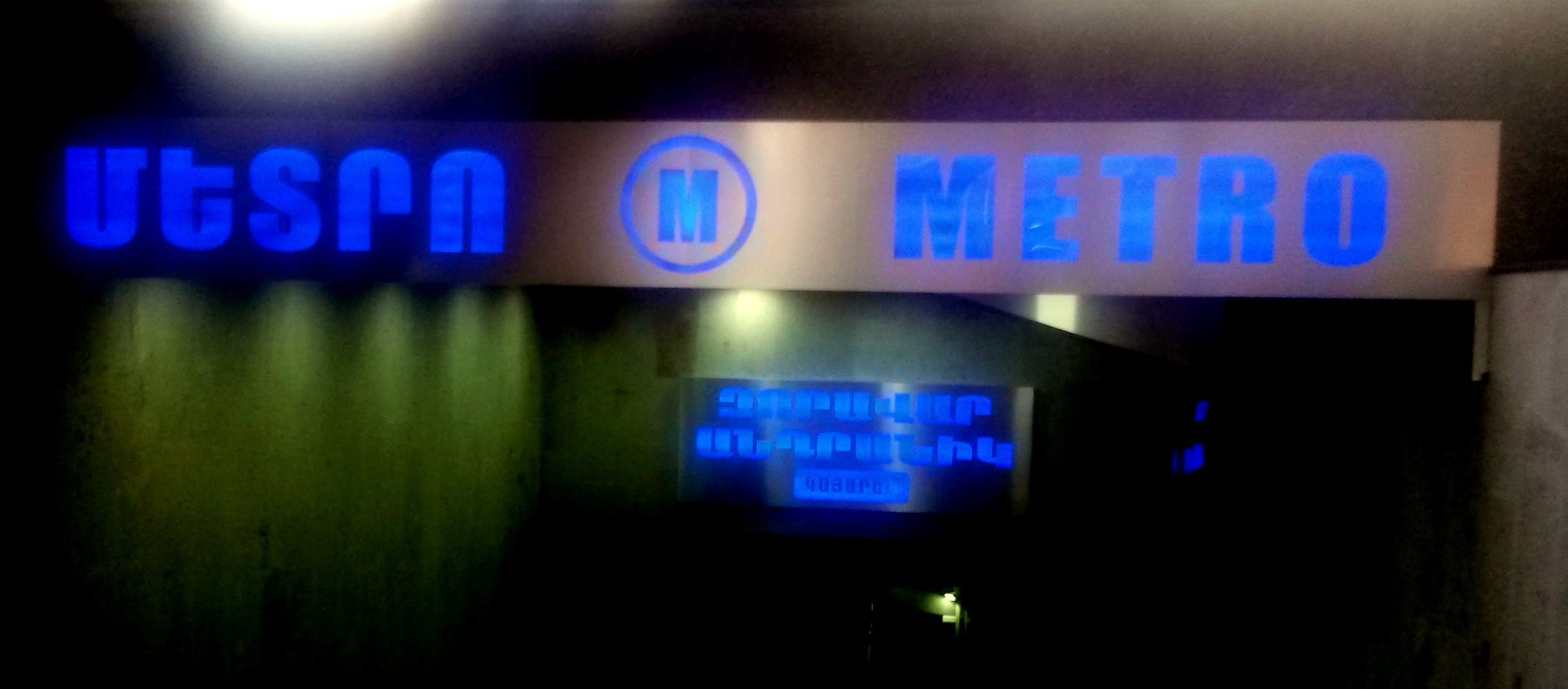
安德拉尼克將軍站入口指示
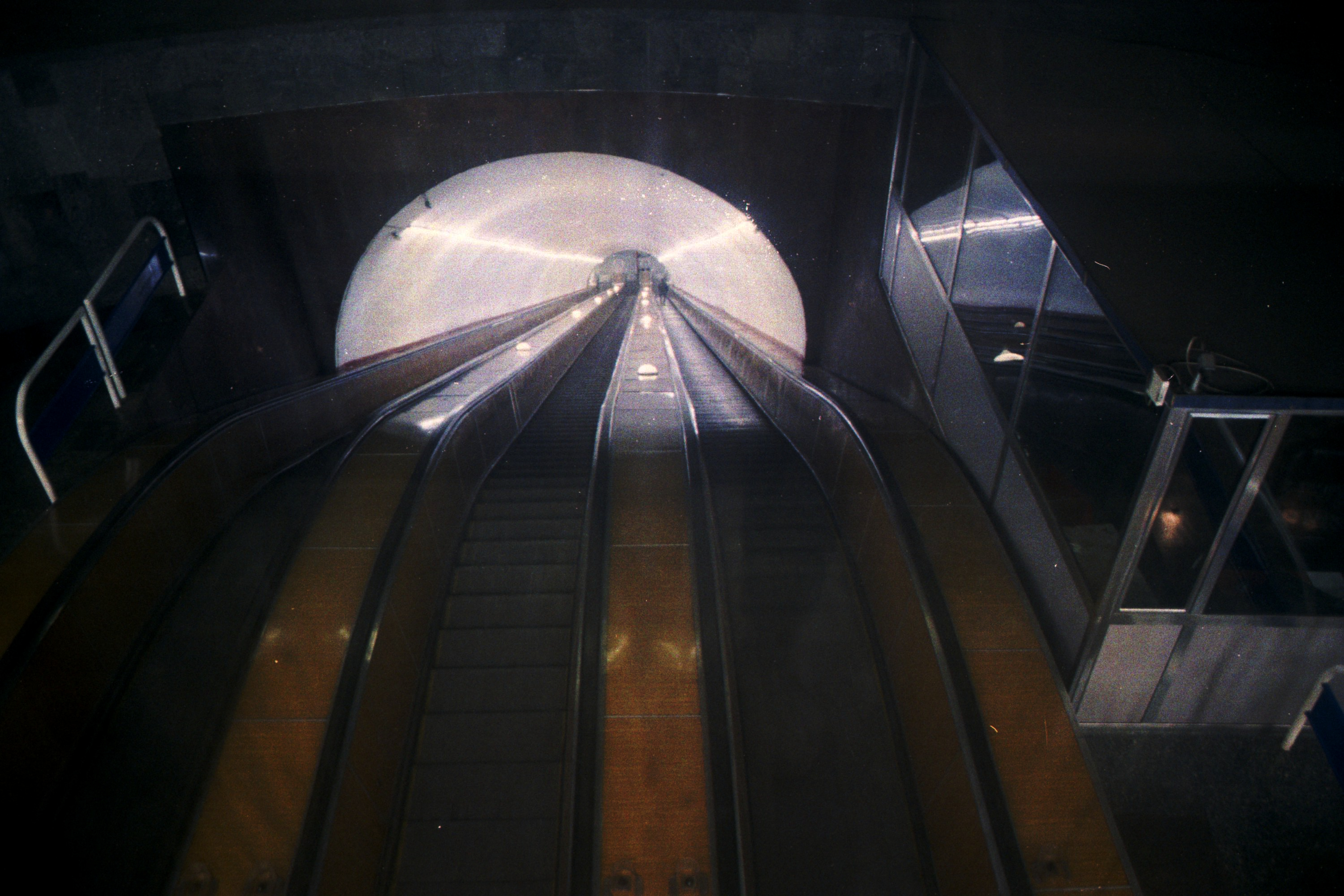
安德拉尼克將軍站月台與大堂間設有扶手電梯
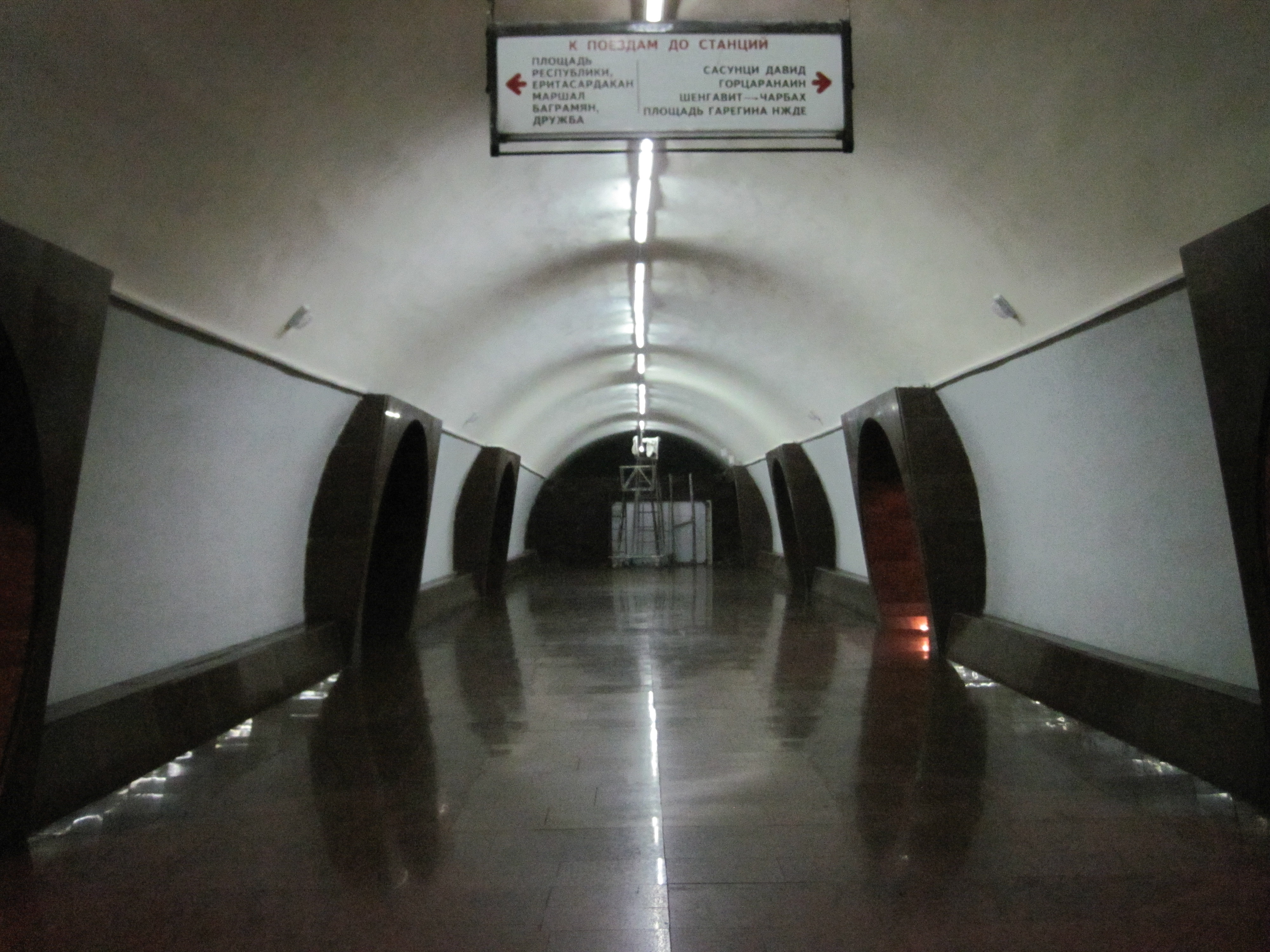
安德拉尼克將軍站月台的俄文指示牌
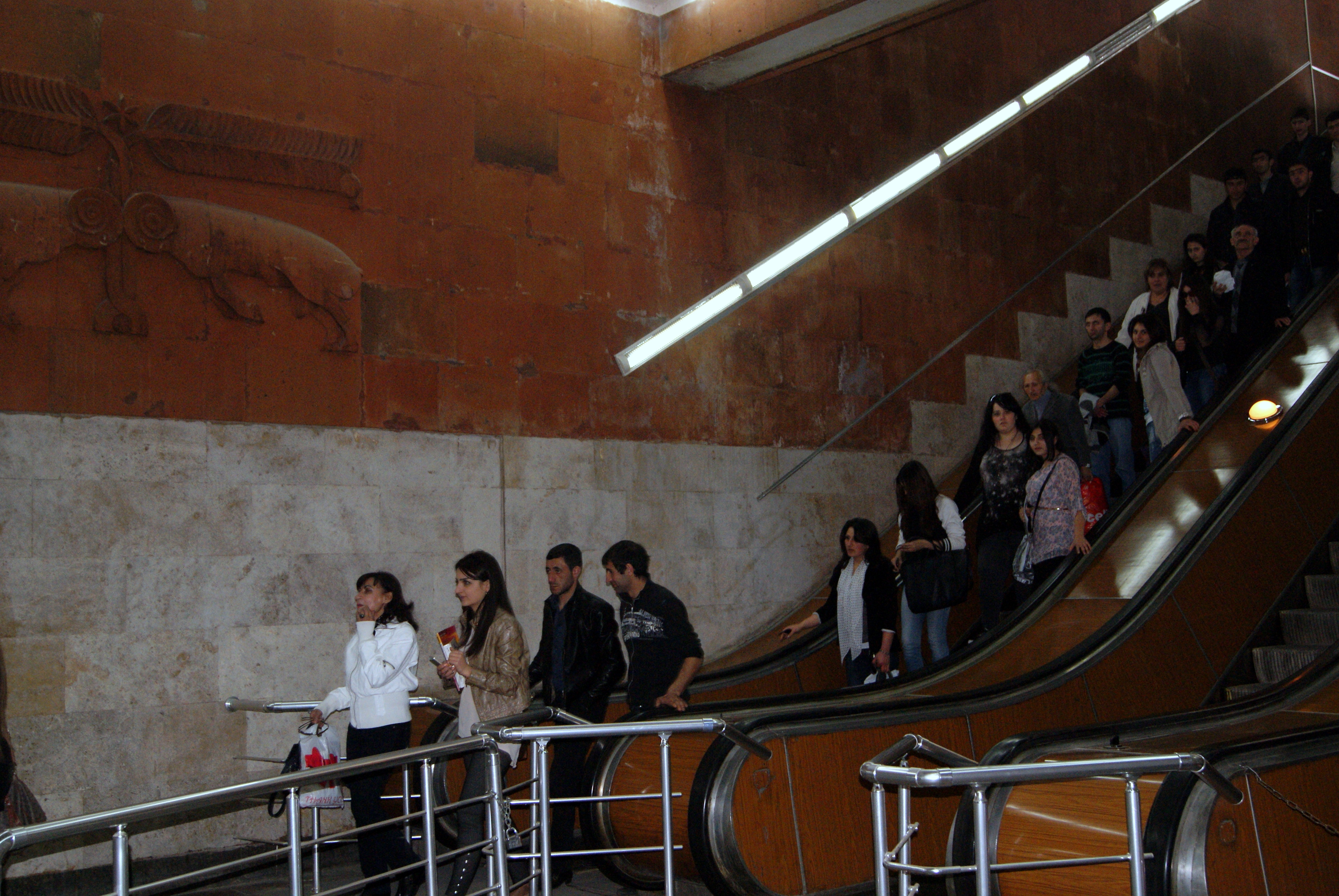
薩遜的大衛站的扶手電梯
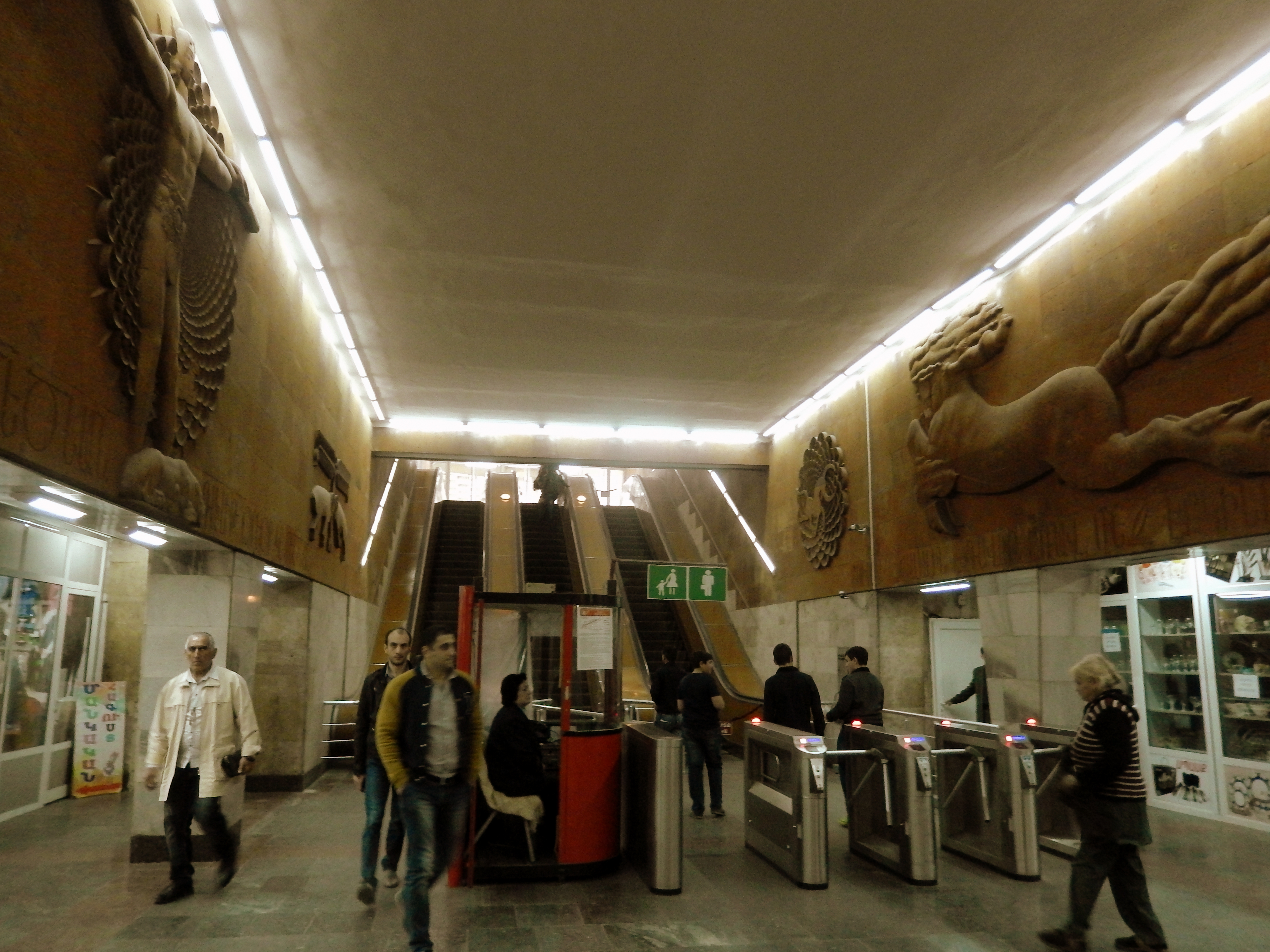
薩遜的大衛站的驗票閘口設專人看守
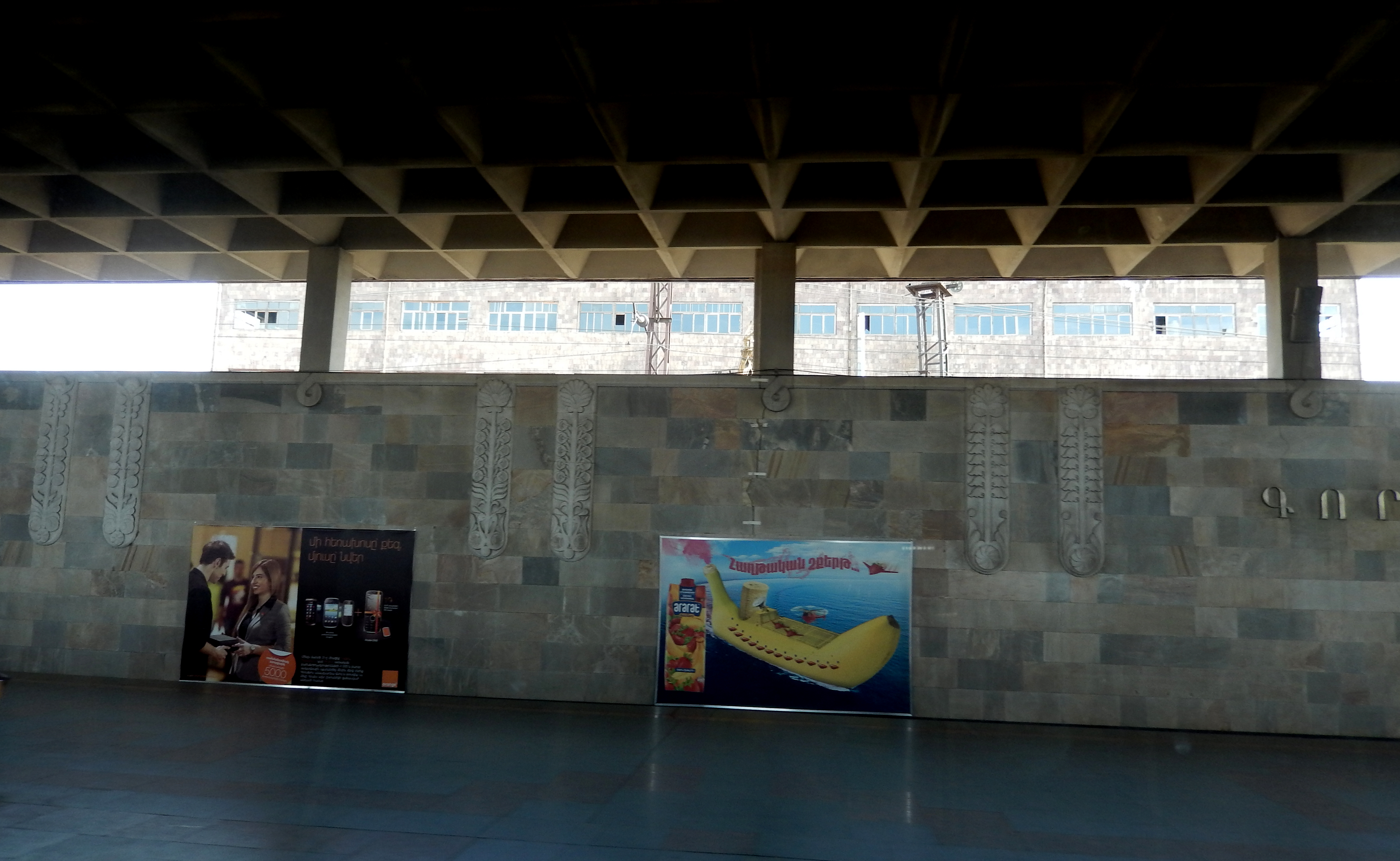
工廠站牆壁上的廣告海報及裝飾
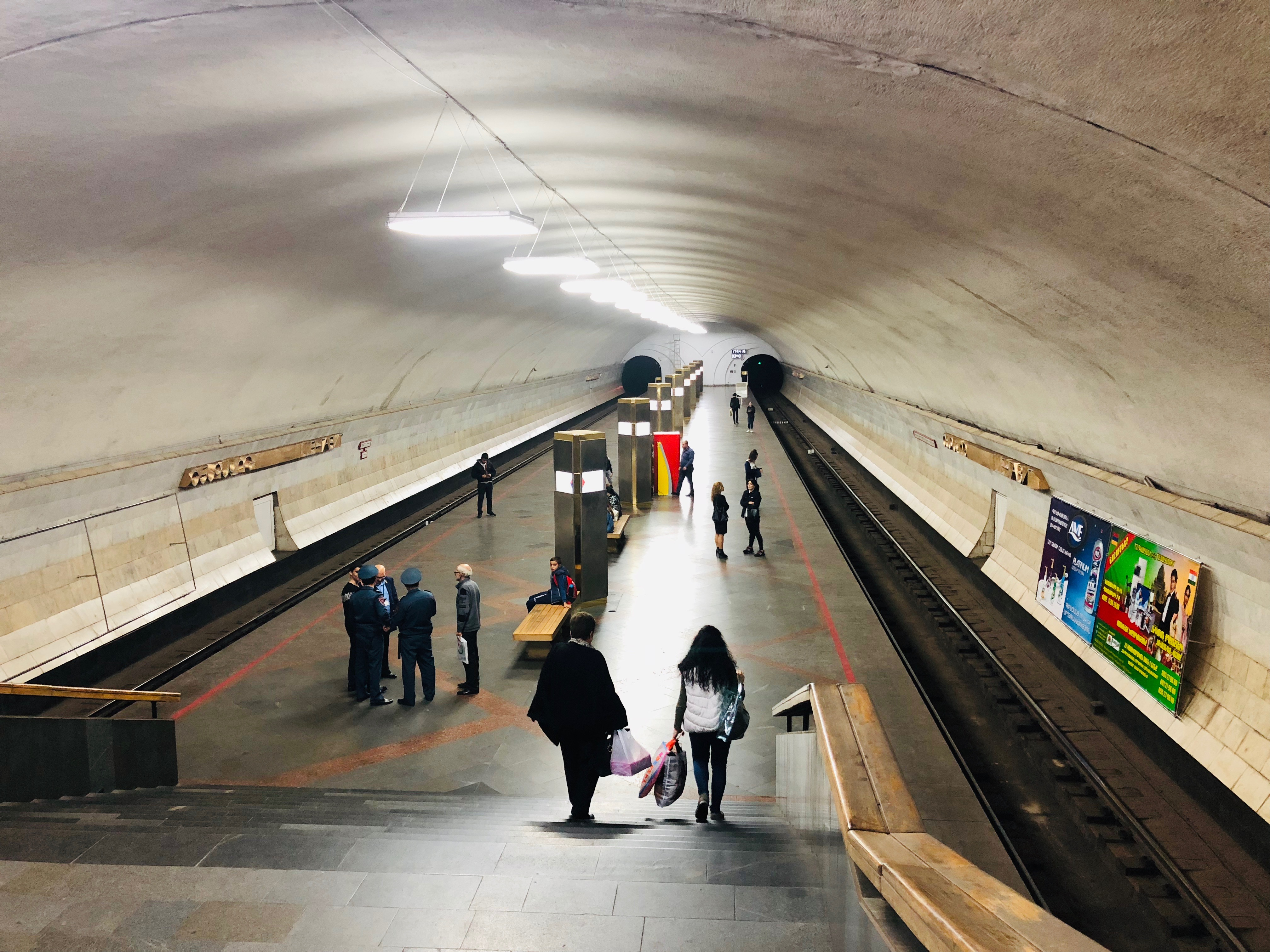
申加維特站月台壁設有站名及廣告板
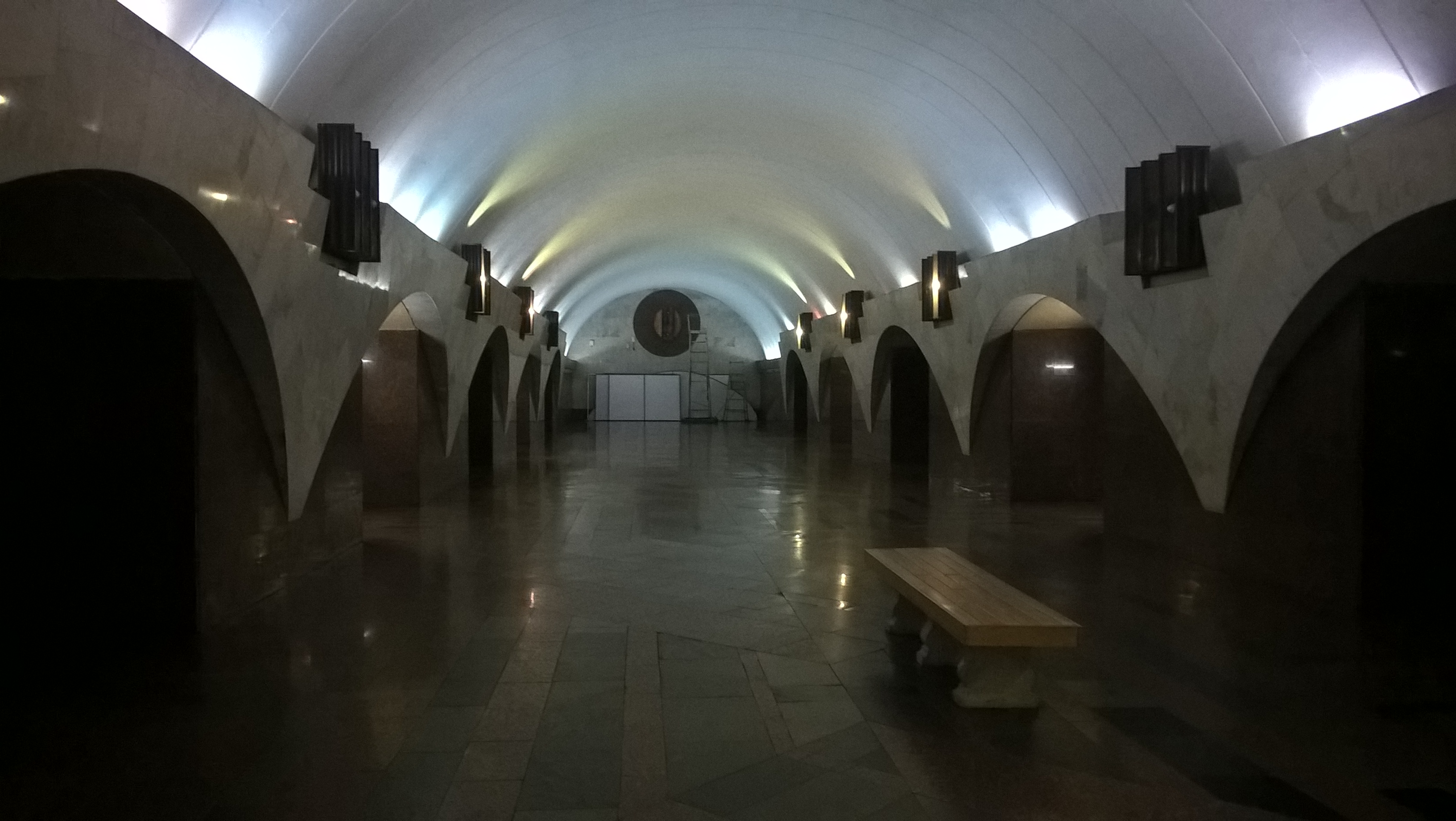
加列津·恩賈德廣場站月台的長椅

## 車輛
埃里溫地鐵的列車均是由俄羅斯軌道交通車輛製造商地鐵車輛機械製造廠製造的81-717/81-714型。81-717/81-714源自蘇聯的電氣化列車編碼系統，其中81-717代表控制車，81-714代表拖卡。該款列車被廣泛應用於前蘇聯及華沙條約組織成員國的地鐵系統中，並率先於1978年在莫斯科地鐵投入服務。與亞美尼亞鐵路列車一樣，地鐵列車使用了俄羅斯軌距。
由於現時地鐵列車只有兩卡車廂的長度，車站月台較列車長。2012年，這些列車獲翻新，翻新後的列車外觀及內部均與布拉格地鐵的81-71M型列車相似。

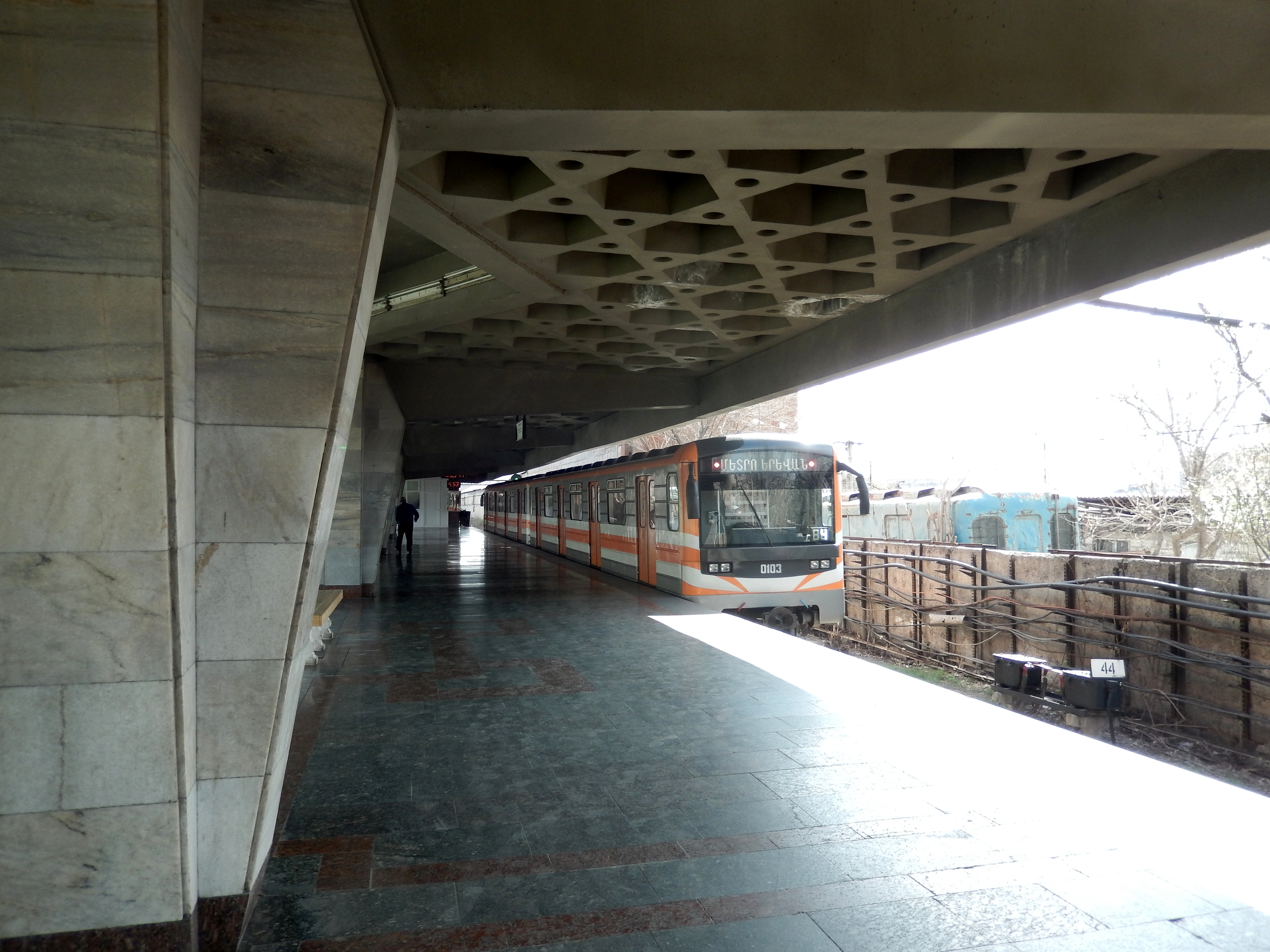
正在薩遜的大衛站停靠、只有兩卡車廂的81-717/81-714型列車
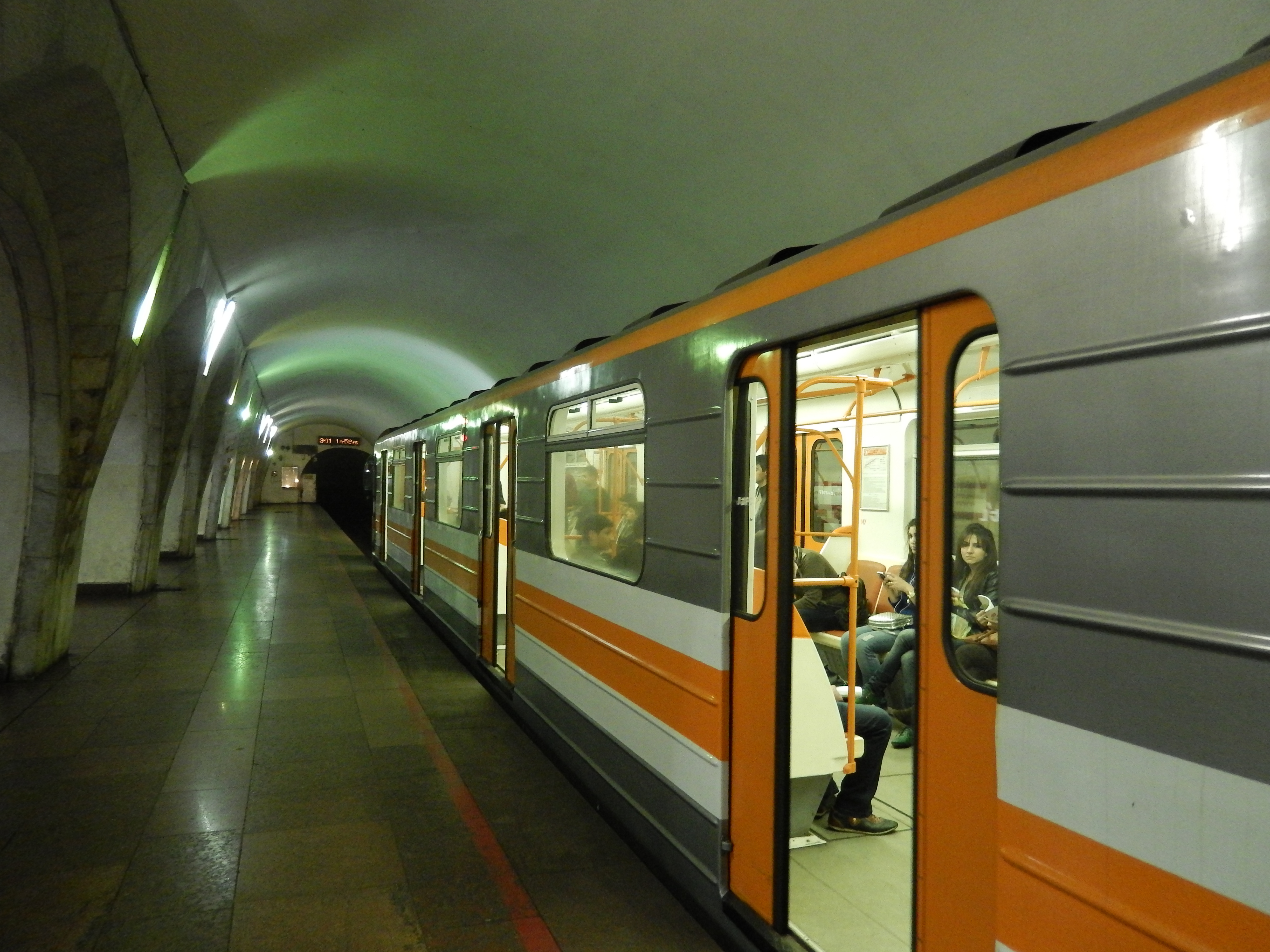
一列列車正於青年站月台停靠，可見列車長度較月台短，月台亦未設月台幕門或閘門
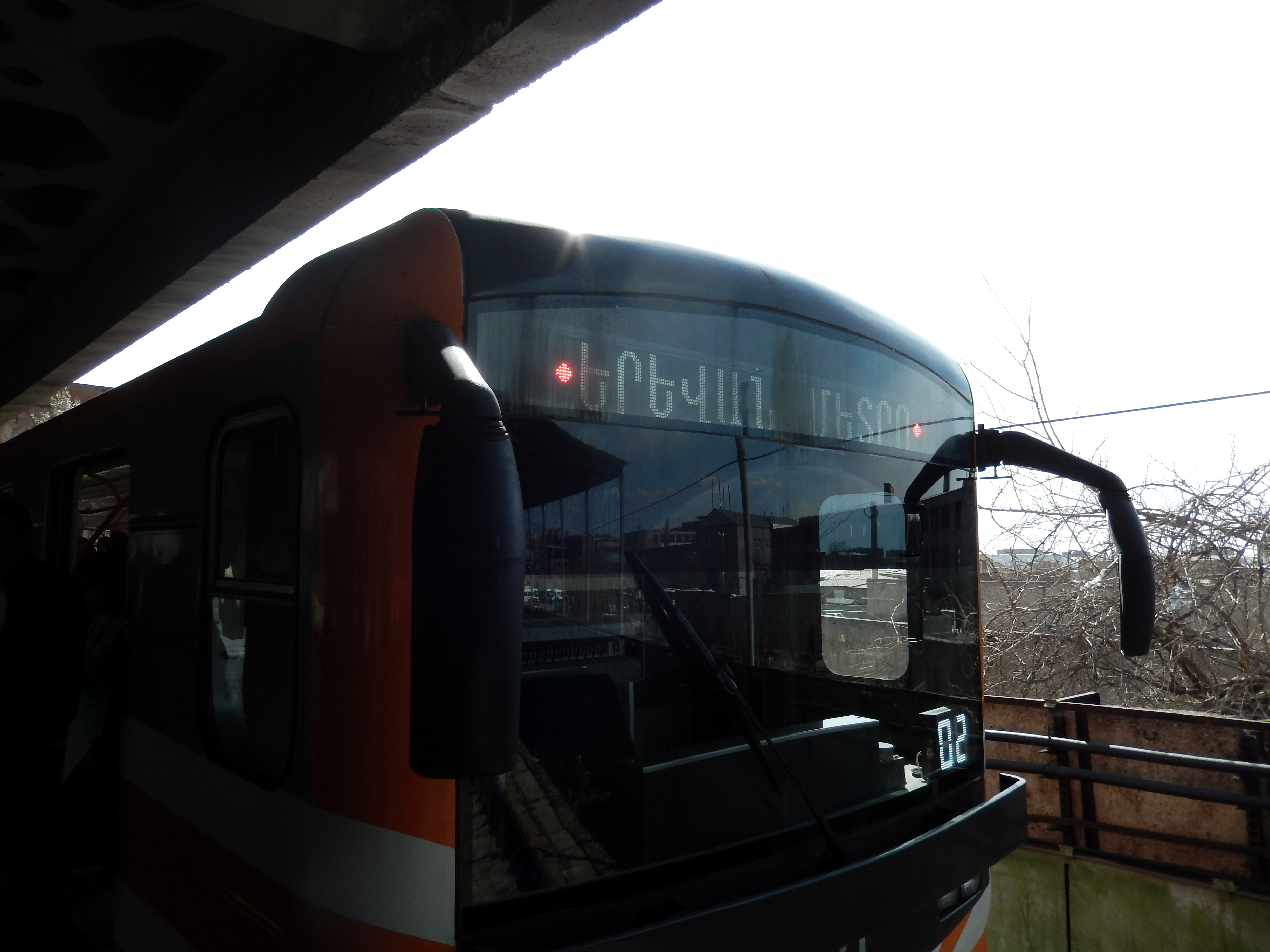
列車車頭設有電子顯示屏
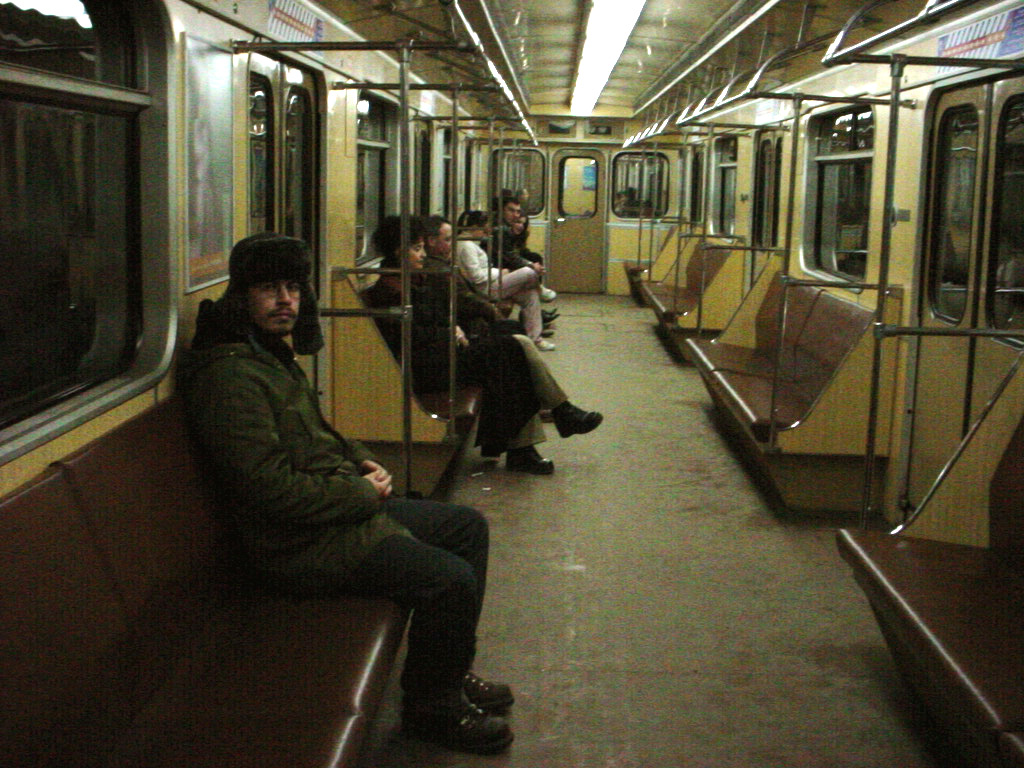
81-717/714型號的地鐵車廂內部

## 未來計劃

埃里溫地鐵計劃向北延伸兩站（紅線虛線）。圖中綠色虛線為仍在計劃階段的2號線，該線計劃於友誼站與1號線（即現有路線）交匯。橙色線為於1996年通車、通往查巴赫的支線

儘管地鐵最初建造時對埃里溫的發展很樂觀（1986 年市內人口確實達到了 100 萬），但如今投放入地鐵的資金不足，導致地鐵沒有成為城市的主要交通幹線。自 1989 年以來，埃里温地铁幾乎沒有任何擴展，只有通往查巴赫一站的穿梭列車服務於1996年開通。在財政預算中，埃里溫市仍然需要為修復1988年亞美尼亞大地震造成的破壞作出撥款，地鐵建設缺乏優先權。下一次擴建將延伸至右岸（Ajapnyak，該區位於赫拉茲丹河右岸）和納扎爾貝克揚（Nazarbekyan） 站（該延伸段的建造工程自 1990 年代初以來一直處於凍結狀態）。
此外，由於在地震和國家宣布獨立後發生的經濟危機之前，地鐵未能連接重要的住宅區，因此小巴線路已成為埃里溫城市交通的骨幹，不少線路更與地鐵線重疊。 2004年全年客運量為1210萬人次。然而，這種趨勢近年來發生了逆轉，因為該市擁擠的主幹道鼓勵通勤者將地鐵視為一種快速、清潔和負擔得起的交通選擇。 截至 2016 年，地鐵的年客運量已增至 1540 萬人次。到2017年，年客運量增加到1620萬人次。 到 2019 年，年客運量更進一步增加到 2020 萬人次。
雖然目前埃里溫地鐵離第二、第三條線路落成日期比較遙遠，但若兩線最終依計劃落成，兩線將與現有路線形成典型的蘇聯三角設計佈局，並相交於市中心。據報導，2013 年 3 月，市政府官員正在與銀行接洽，為埃里溫地鐵系統的擴建尋求貸款。 2018 年，亞美尼亞城市發展委員會副主席 Armen Gularyan 討論了在現有線路上加設一個地鐵站的可能性。這個擬議車站位於薩遜的大衛和安德拉尼克將軍站之間，可直接通往附近的購物中心。目前尚不清楚這項提議是否會被納入新的地鐵擴建計劃。
2019 年 5 月 15 日，埃里溫總建築師證實，目前正在計劃開始擴建埃里溫地鐵。他表示希望右岸區新地鐵站的設計工作能盡快完成，建設工程將於 2020 年初啟動。 同樣在 2019 年，埃里溫市長 Hayk Marutyan 宣布初步階段已經開始將地鐵向北延伸至 Davtashen 區。

## 營運情况
埃里温地铁每5分鐘一班，营運时间为上午6:30至下午11点。2003-2011年，每程地鐵車資為50亞美尼亞德拉姆，加價前每日客運量約6萬人次。2011年車費加價一倍後，每日客運量下降20%至50000人。2012年，埃里温地鐵的年客運量為1490萬人。 埃里温地鐵共聘有1200名員工。
由於埃里温地勢起伏不平，有3座地鐵站位於地面。就像其他前蘇聯的地鐵系統，埃里温大部分的地鐵站均有精美的裝飾。
於1990年代早期，埃里温地鐵曾總共有70卡車廂（全部為81-717/714型號），組成約12架共有3節車廂的列車。然而，當時中間的车厢已卖给莫斯科地铁与圣彼得堡地铁作維修首尾兩節車廂。在2000-2001年，總共有13架 81-717型號 、只有首尾2節車廂的列車在運行（其中12輛在主線運行，1輛在前往查巴赫的支線運行）。2002年埃里温地鐵的年度預算為1.44億亞美尼亞德拉姆，預算中8千萬由國家資助，其餘的經費由車資、廣告等收入支付。2012年時單程車費為100德拉姆。
2011年時，埃里溫地鐵得到歐盟撥款以進行翻新工程。透過歐洲復興開發銀行的額外資助，埃里溫地鐵為其隧道進行升級工程、翻新列車車廂，並安裝了新的后勤設備。 整個地鐵系統的翻新工程於2012年完成。

### 車票及驗票閘門
埃里溫地鐵使用代幣而非紙質車票，並於2009年起改為使用膠質代幣。膠質代幣一面是埃里溫地鐵標誌，另一面則是薩遜的大衛雕塑。乘客需要使用代幣以通過驗票閘門。
- 2009年或以前的金屬車票代幣
- 2018年5月時的膠質車票代幣，此面為薩遜的大衛雕塑
- 此面為埃里溫地鐵標誌
- 共和國廣場站的驗票閘門，可見乘客只需使用代幣入閘，出閘時直接通過閘門即可

## 地鐵裝飾

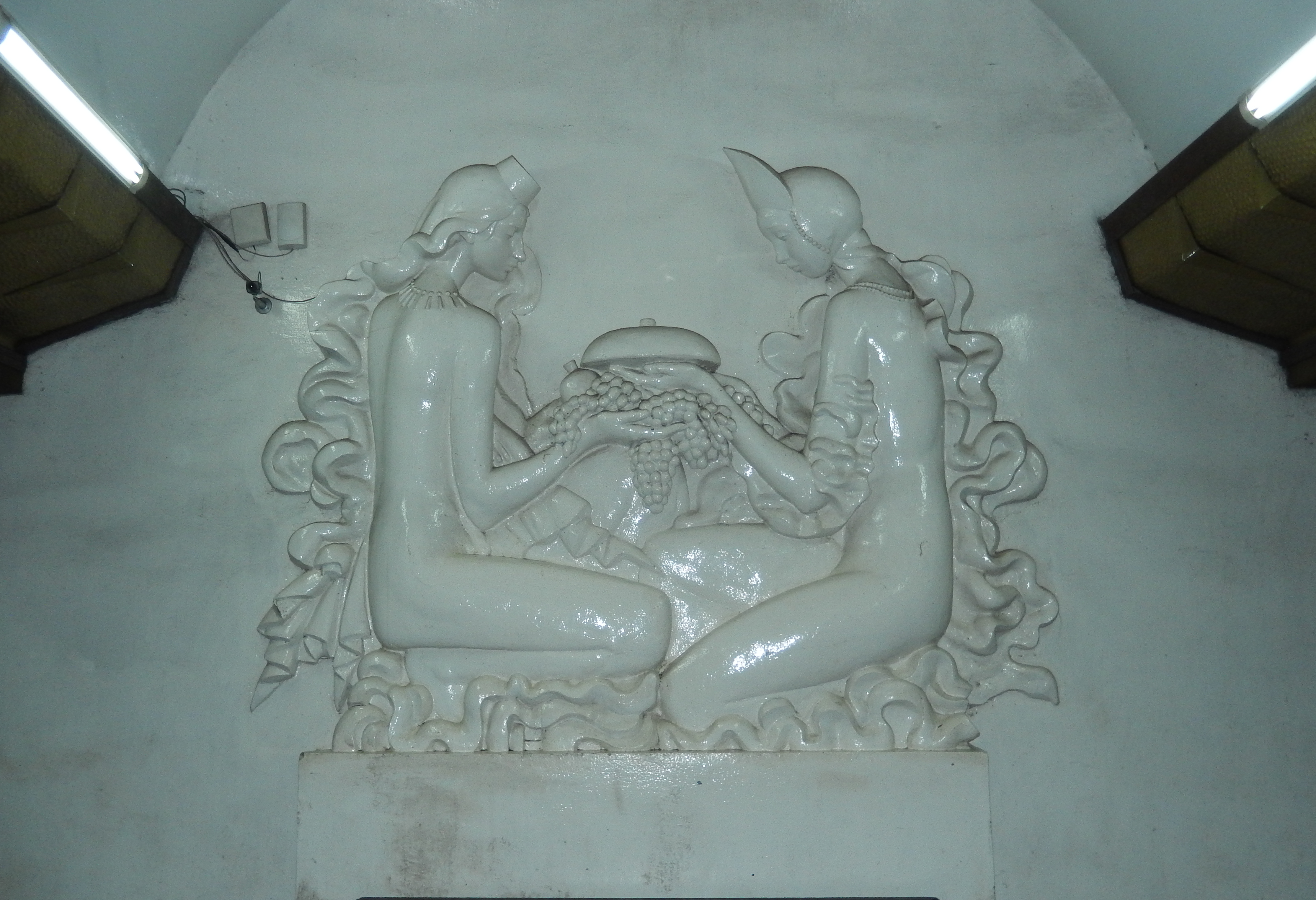
友誼站的藝術品
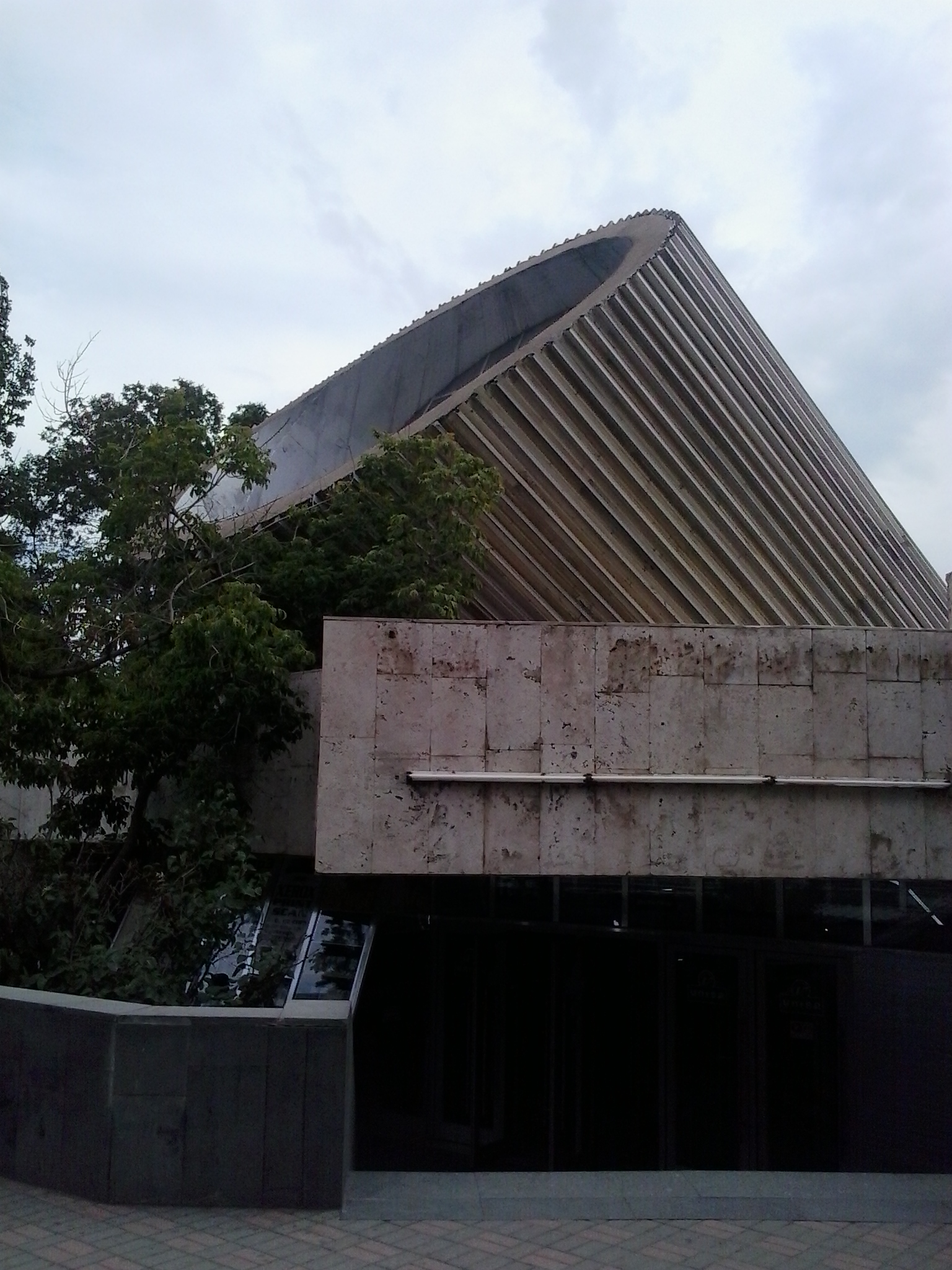
青年站入口
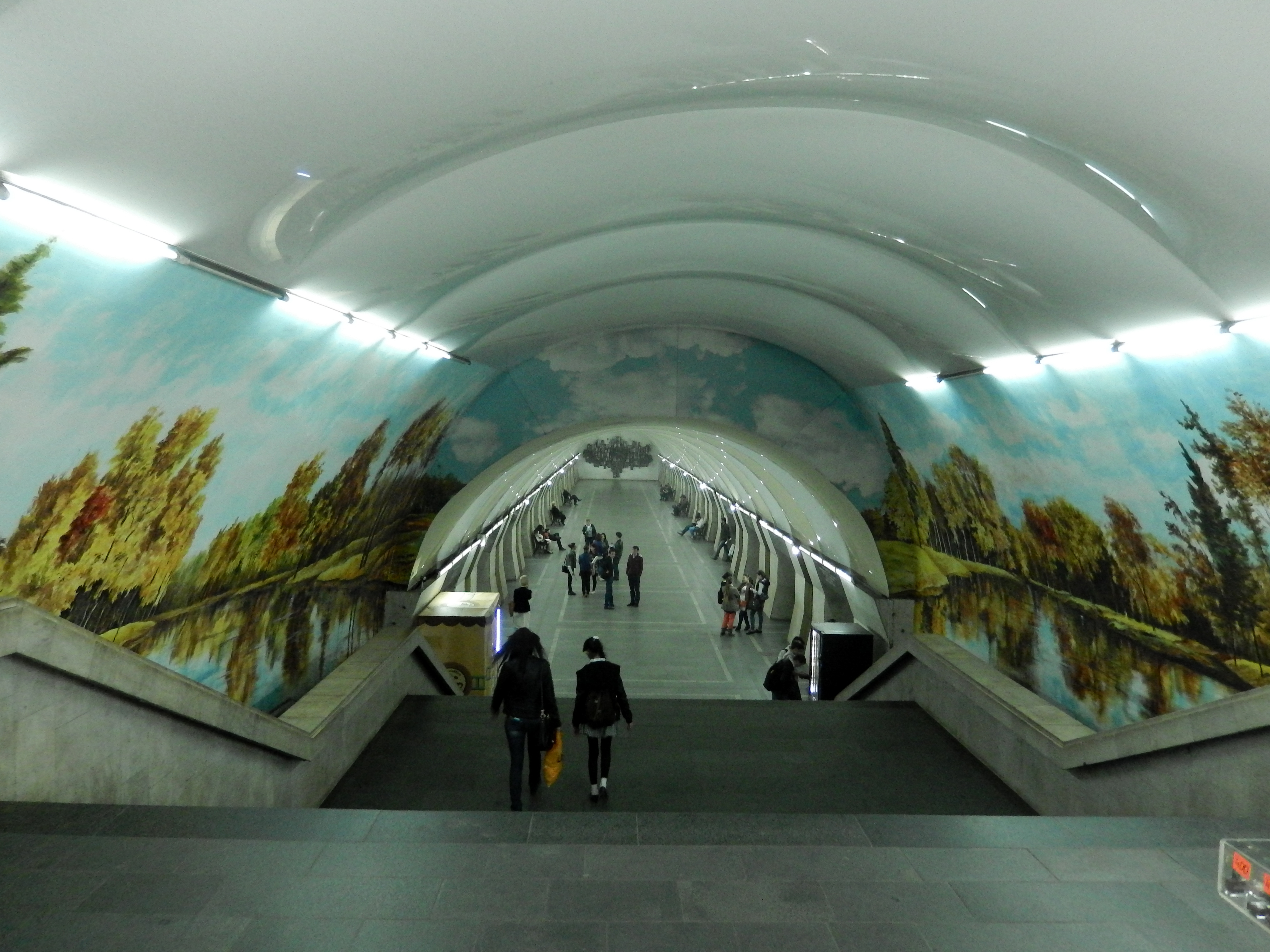
青年站內部的壁畫
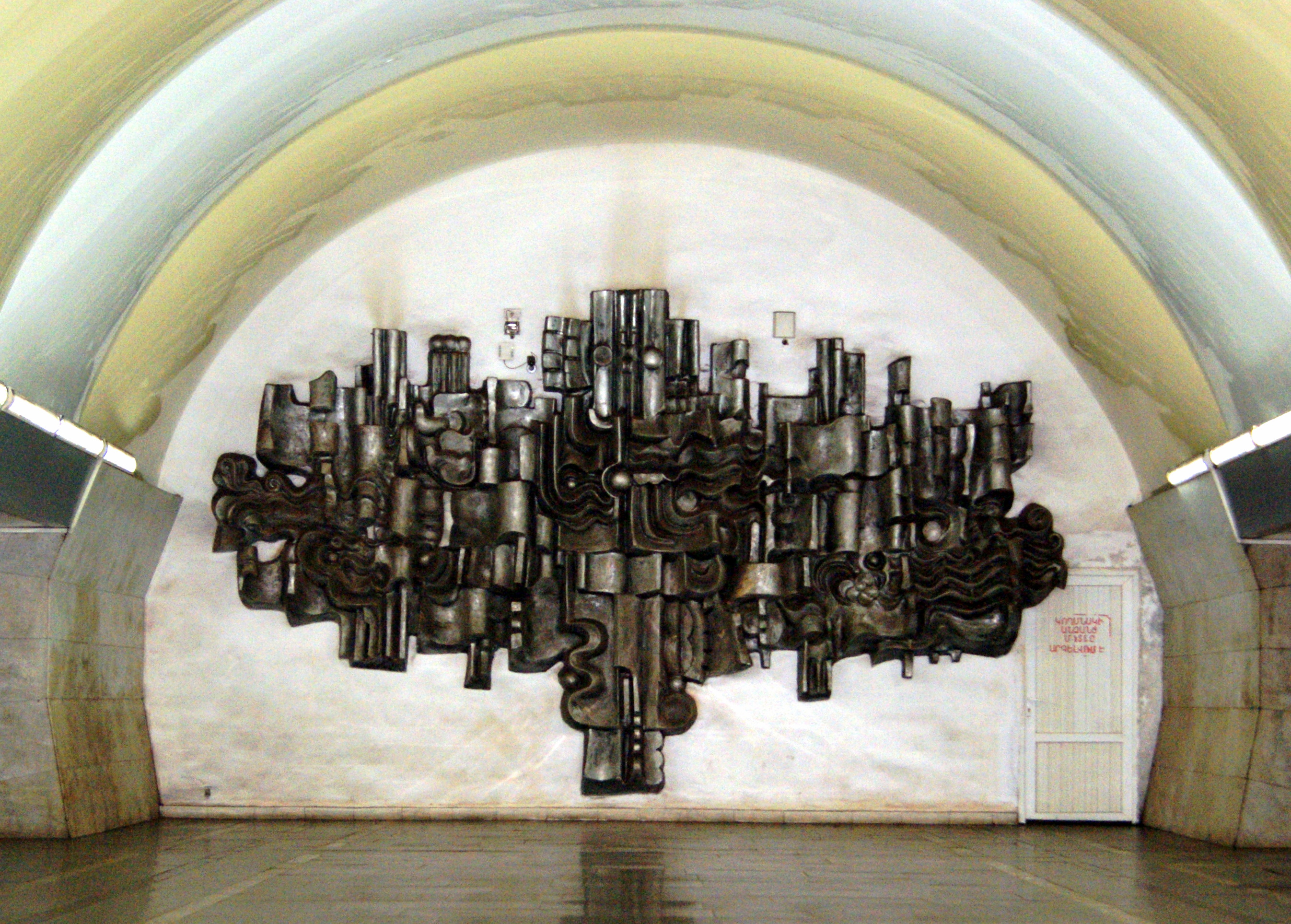
於1981年製成、擺放在青年站的藝術裝置《青春》
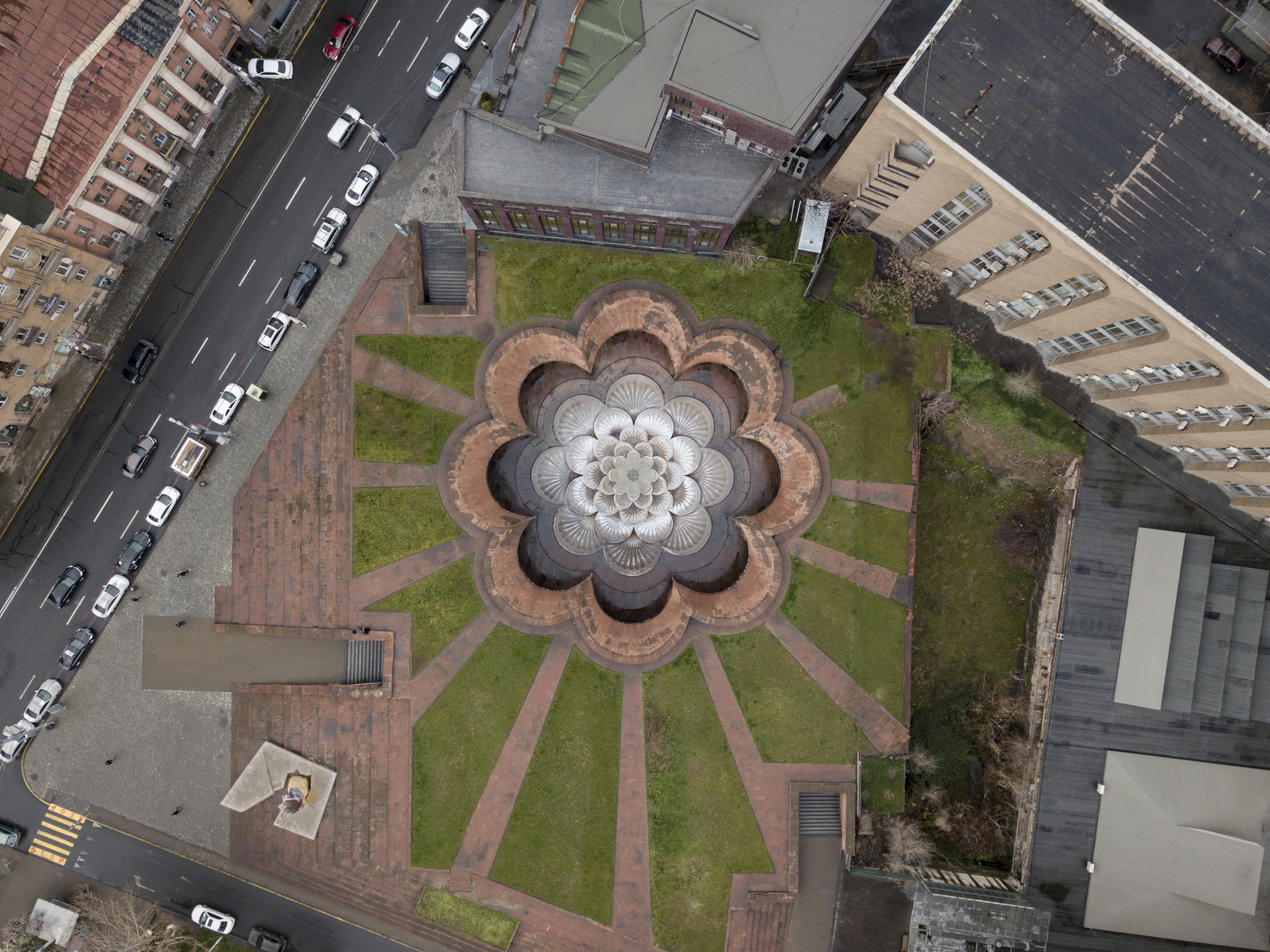
共和國廣場站入口航拍照片，可見噴水池周邊設有三處樓梯入口
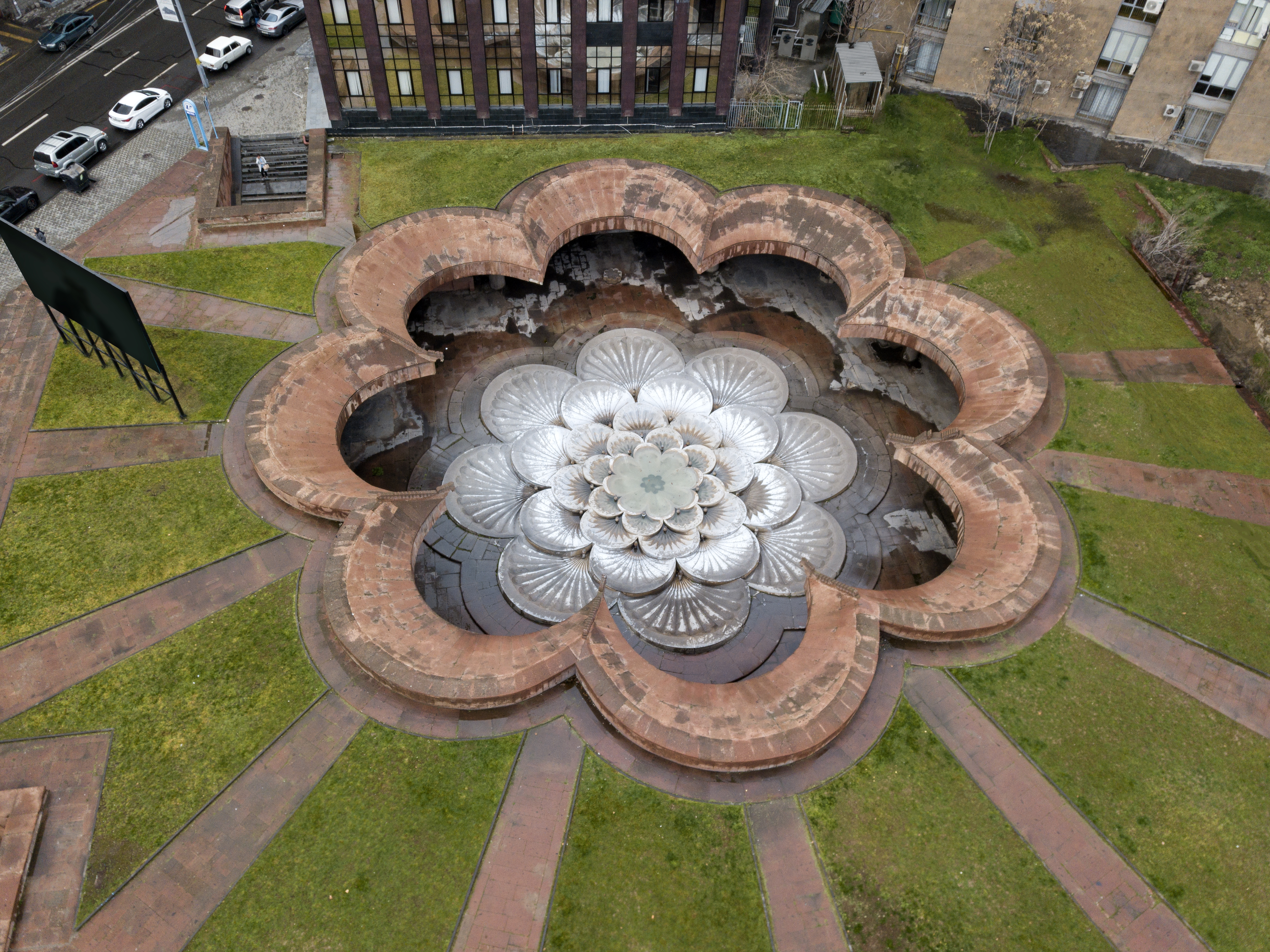
共和國廣場站噴水池
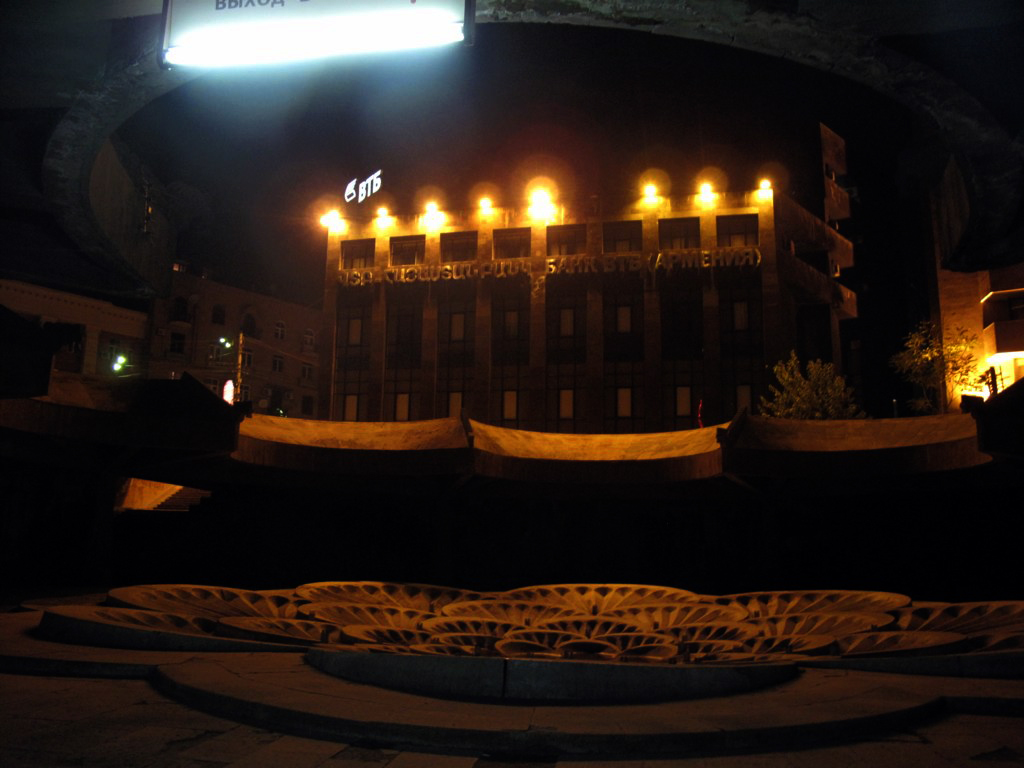
晚上共和國廣場站的入口
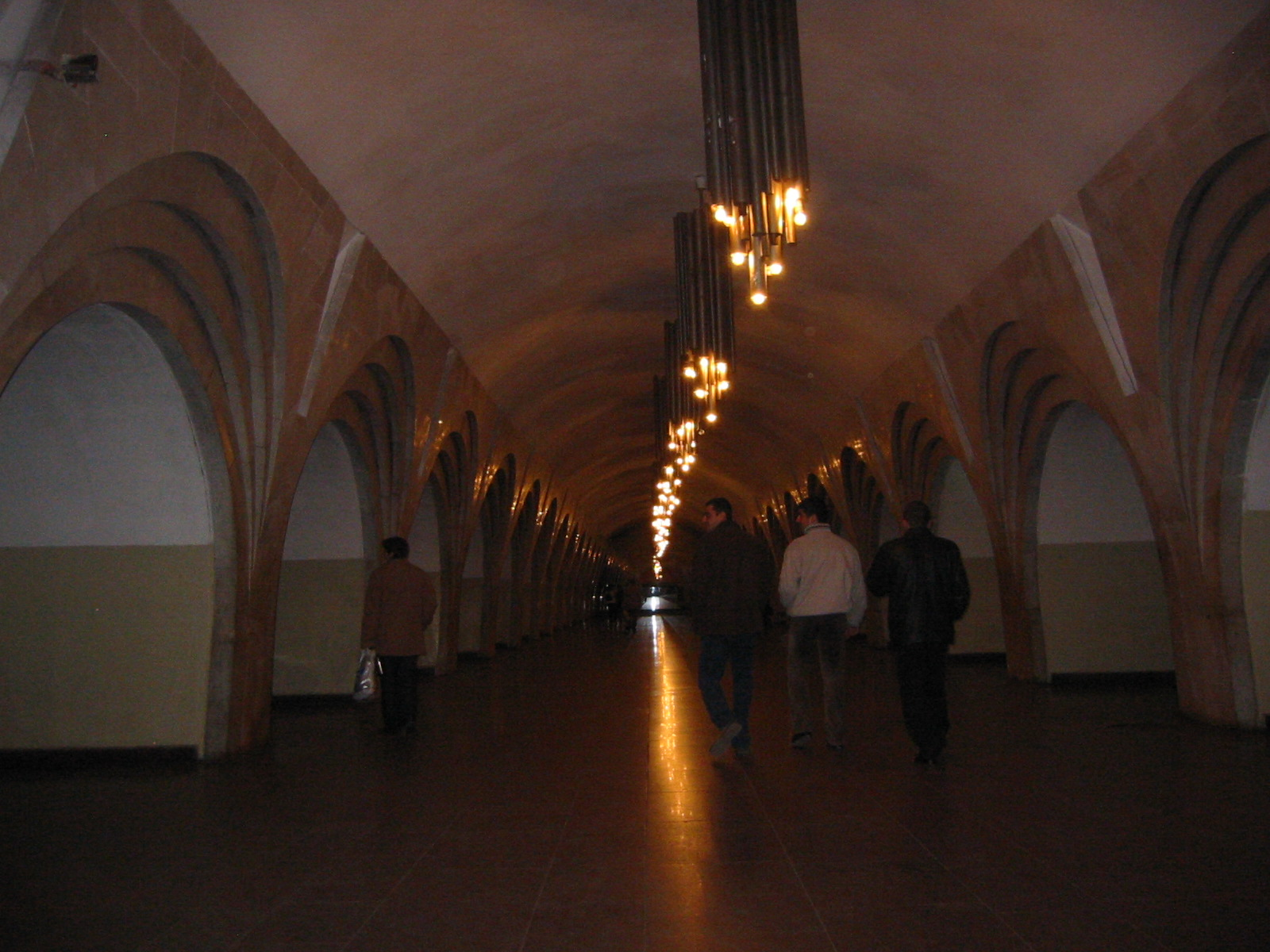
共和國廣場站內部
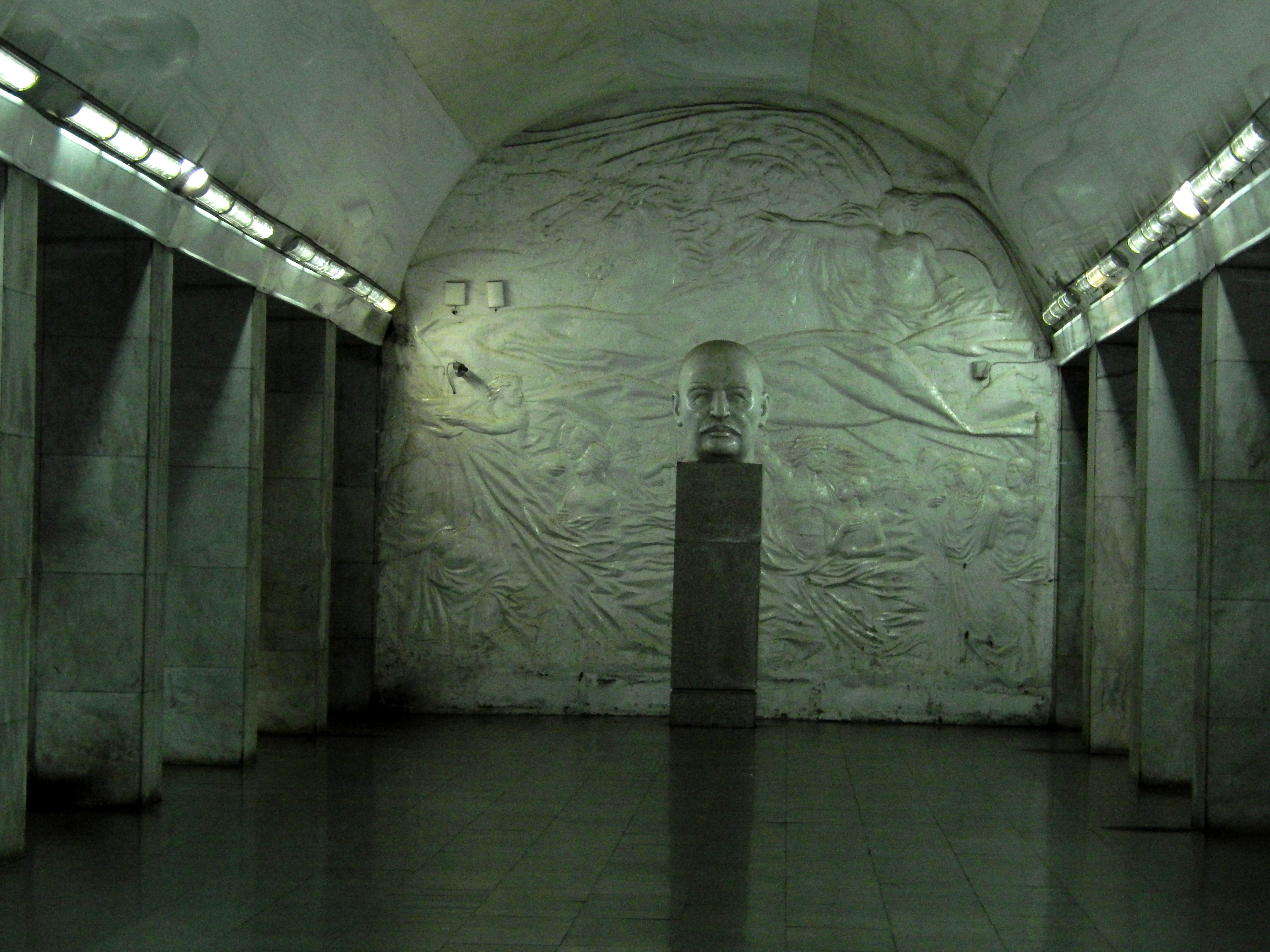
巴格拉米揚站月台的牆身雕塑及伊萬·霍夫漢內斯·巴格拉米揚頭像
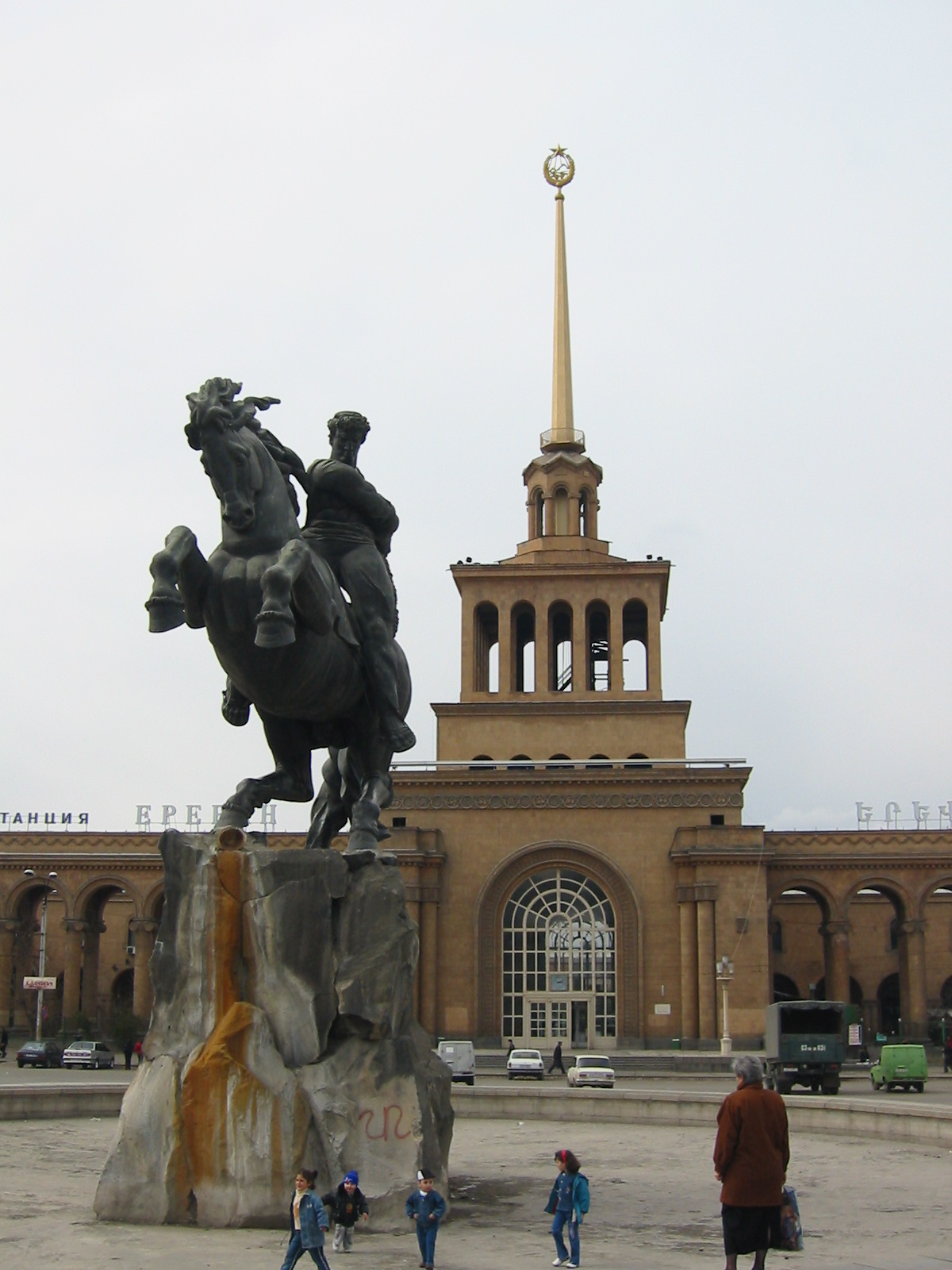
位於地面的薩遜的大衛站入口
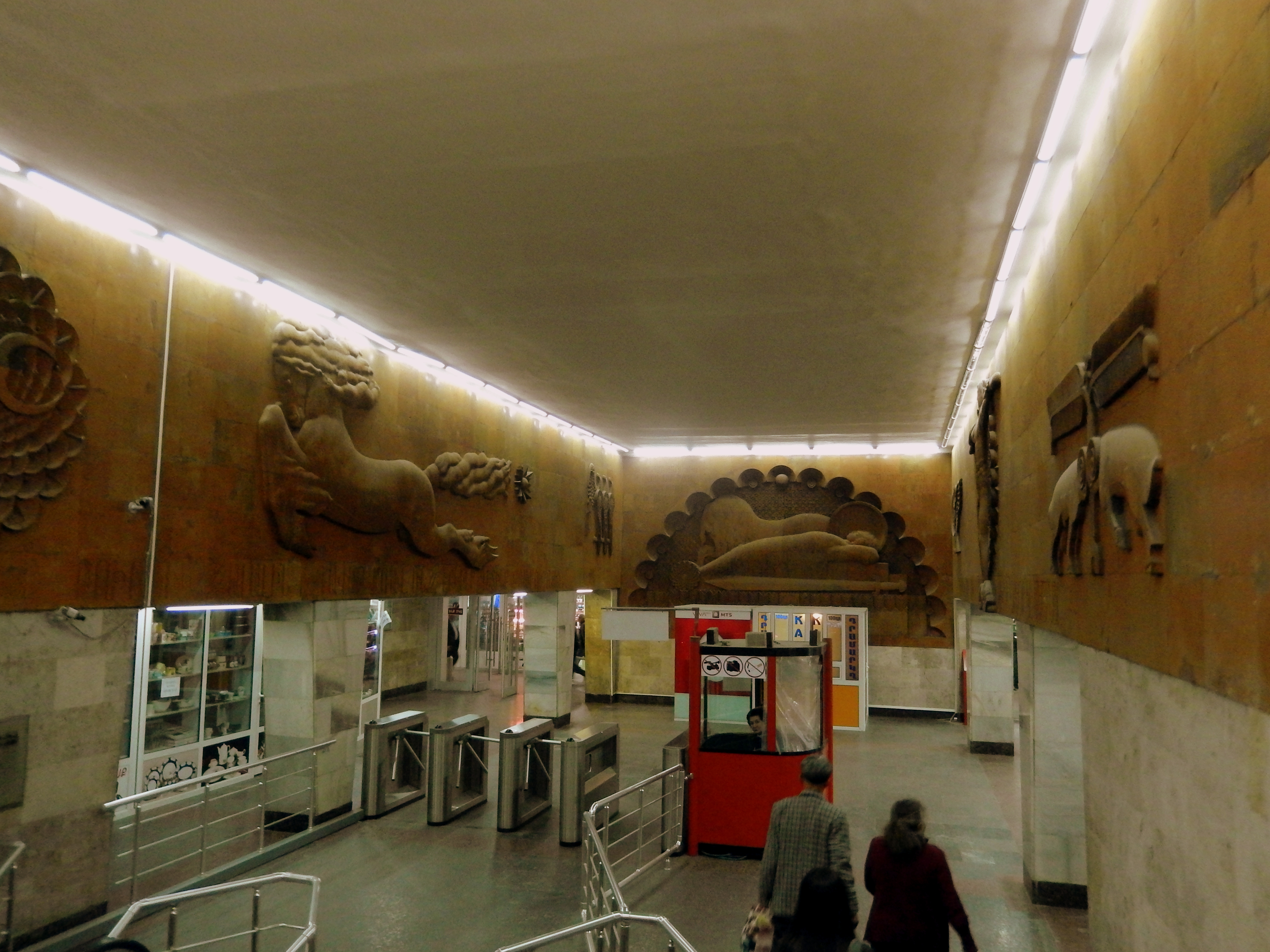
薩遜的大衛站驗票處上方牆身的裝飾
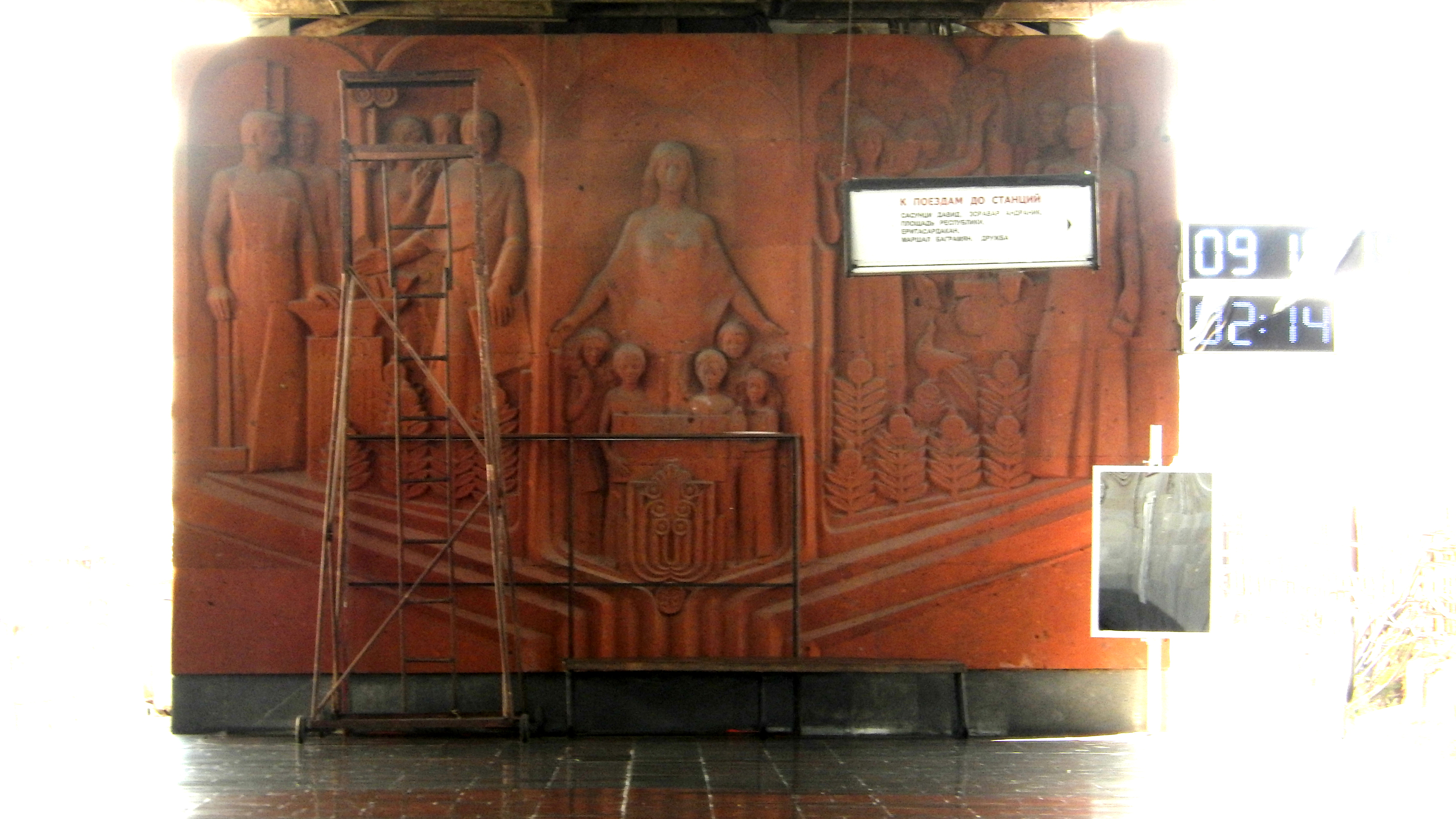
工廠站的雕塑裝飾
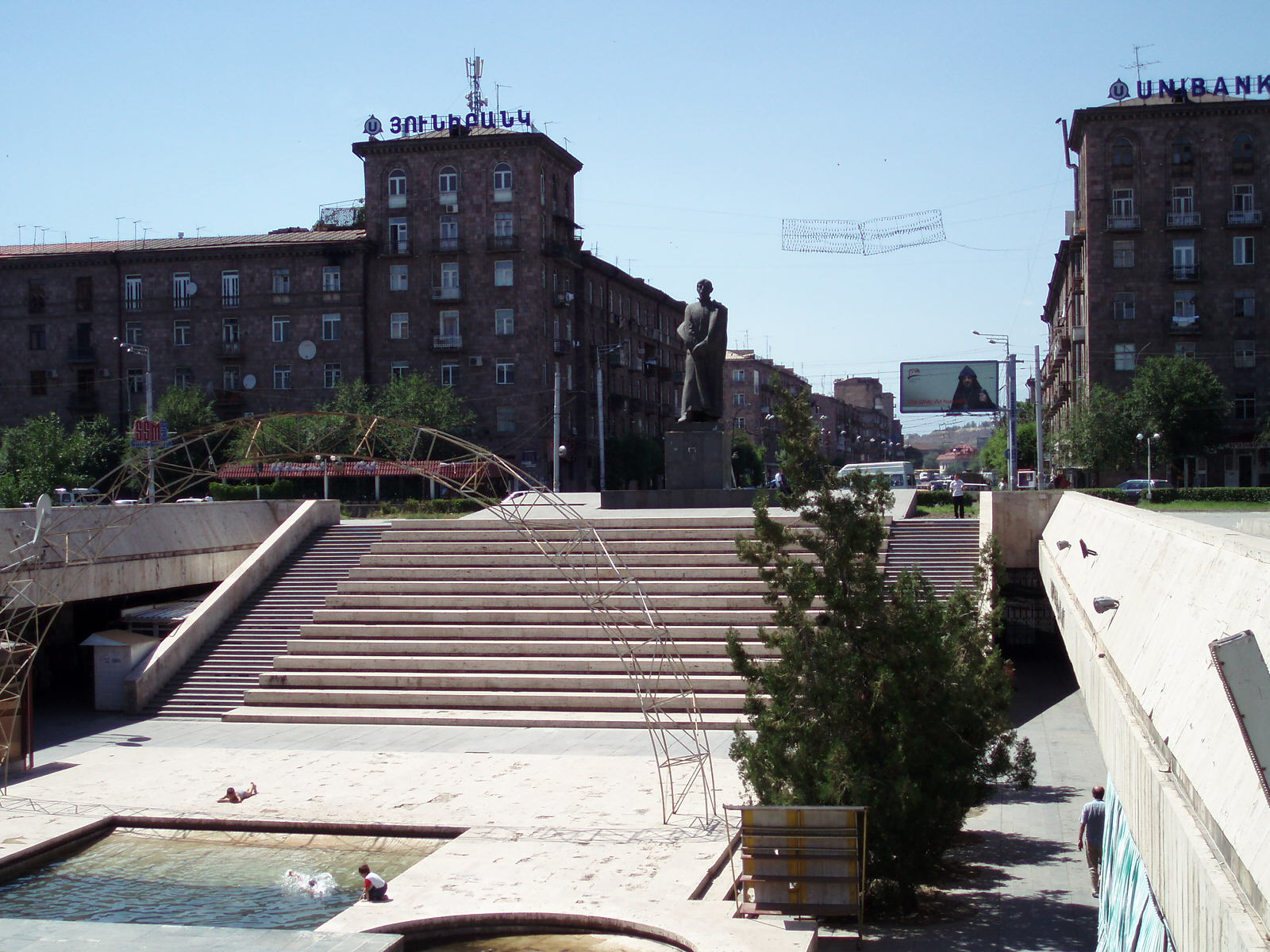
加列津·恩賈德廣場站入口